# Остракизм

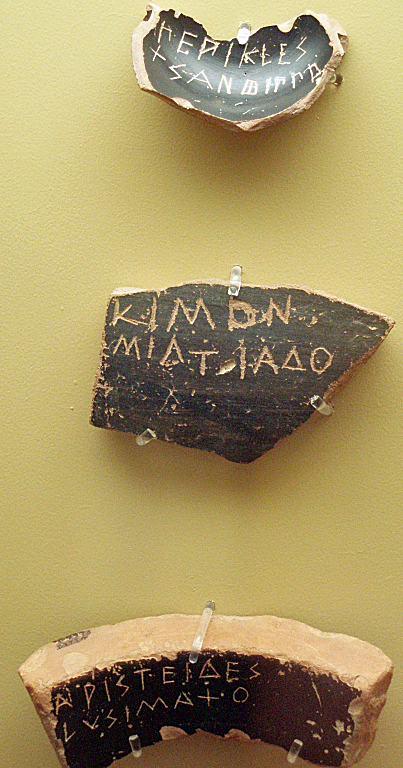
Остраконы из афинского музея агоры с надписями: «Перикл, сын Ксантиппа», «Кимон, сын Мильтиада», «Аристид, сын Лисимаха»

Остраки́зм (др.-греч. ὀστρακισμός от ὄστρακον «черепок, скорлупа»), также встречается перевод «суд черепко́в», — в Древних Афинах народное голосование с помощью глиняных черепков (остраконов), по итогам которого определяли человека, наиболее опасного для государственного строя, и изгоняли его на 10 лет. Остракизм не был связан с обвинениями в каком-либо преступлении, не влёк за собой потерю гражданского статуса и конфискацию имущества, рассматривался не как наказание, а как профилактическая мера. Изначально, по данным античных авторов, он был придуман, чтобы предотвратить восстановление тирании, но со временем превратился в простое средство политической борьбы.
Предположительно, институт остракизма имел корни в ранней истории афинского полиса. Изгонять людей, опасных для общины, в архаическую эпоху могли либо Ареопаг, либо Совет четырехсот; «отец афинской демократии» Клисфен во время своих реформ 508—507 годов до н. э. передал право принимать такие решения Народному собранию и разработал специальную процедуру. Не все детали известны: в частности, историки спорят о том, считались ли упомянутые в источниках шесть тысяч голосов общим кворумом или необходимым минимумом, поданным за одного кандидата. Первое изгнание через остракизм произошло, по мнению большинства учёных, спустя примерно 20 лет после реформ, в 488/487 году до н. э. В общей сложности насчитывается не больше 15 жертв остракизма, в числе которых выдающиеся государственные деятели Аристид, Фемистокл, Кимон, Фукидид, сын Мелесия. Потенциальными кандидатами на остракофориях (так называли процедуру голосования) были Перикл, Никий, Алкивиад. Остракизм стал гуманным оружием демоса, применявшимся для контроля родовой аристократии и для перевода межпартийной борьбы в мирное русло. Учёные отмечают, что самим фактом своего существования он способствовал стабилизации обстановки внутри полиса, хотя применялся очень редко; при этом остракизм стал причиной отстранения от государственной и военной деятельности ряда выдающихся личностей.
В последний раз остракизм применили предположительно в 416 или 415 году до н. э. Из-за сговора двух очевидных кандидатов на изгнание, Никия и Алкивиада, жертвой остракофории неожиданно стал третий, Гипербол, так что процедура не решила стоявшую перед обществом проблему. После этого случая остракизм существовал ещё около ста лет, но только на законодательном уровне. У антиковедов есть разные мнения о том, почему от него отказались: это связывают с исчезновением слоя родовой аристократии, против которого изначально был направлен остракизм, с эволюцией афинской демократии, с появлением более эффективных юридических процедур, с неприятными впечатлениями от изгнания Гипербола и др. Подобные остракизму процедуры изгнания периодически применяли и в некоторых других полисах Древней Греции, однако широкого распространения они не получили.
В переносном смысле слово «остракизм» означает гонение, неприятие, отвержение, презрение со стороны окружающего общества.

## Источники

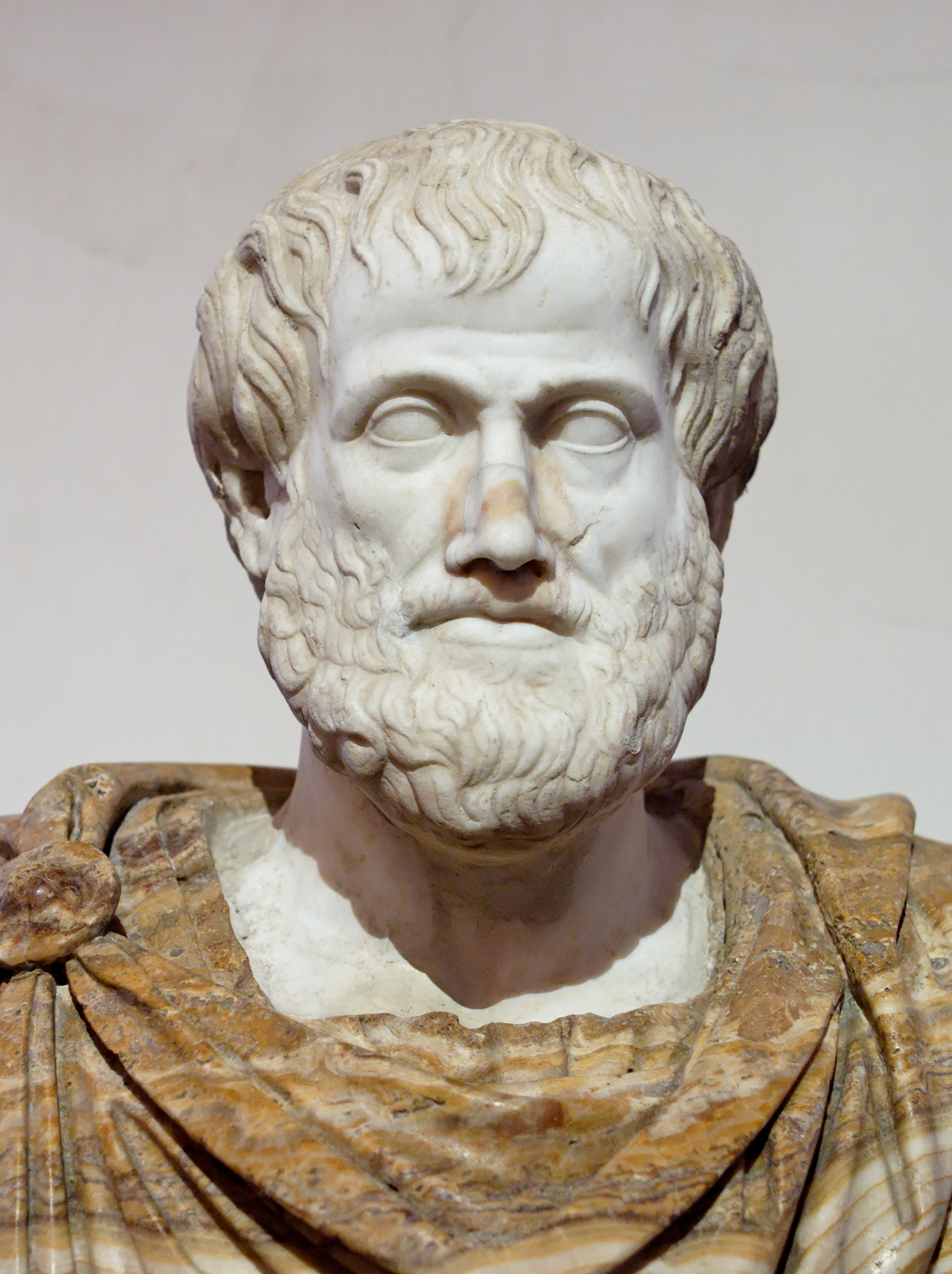
Важные сведения об остракизме содержатся в трактатах Аристотеля «Политика» и «Афинская полития»

## История возникновения

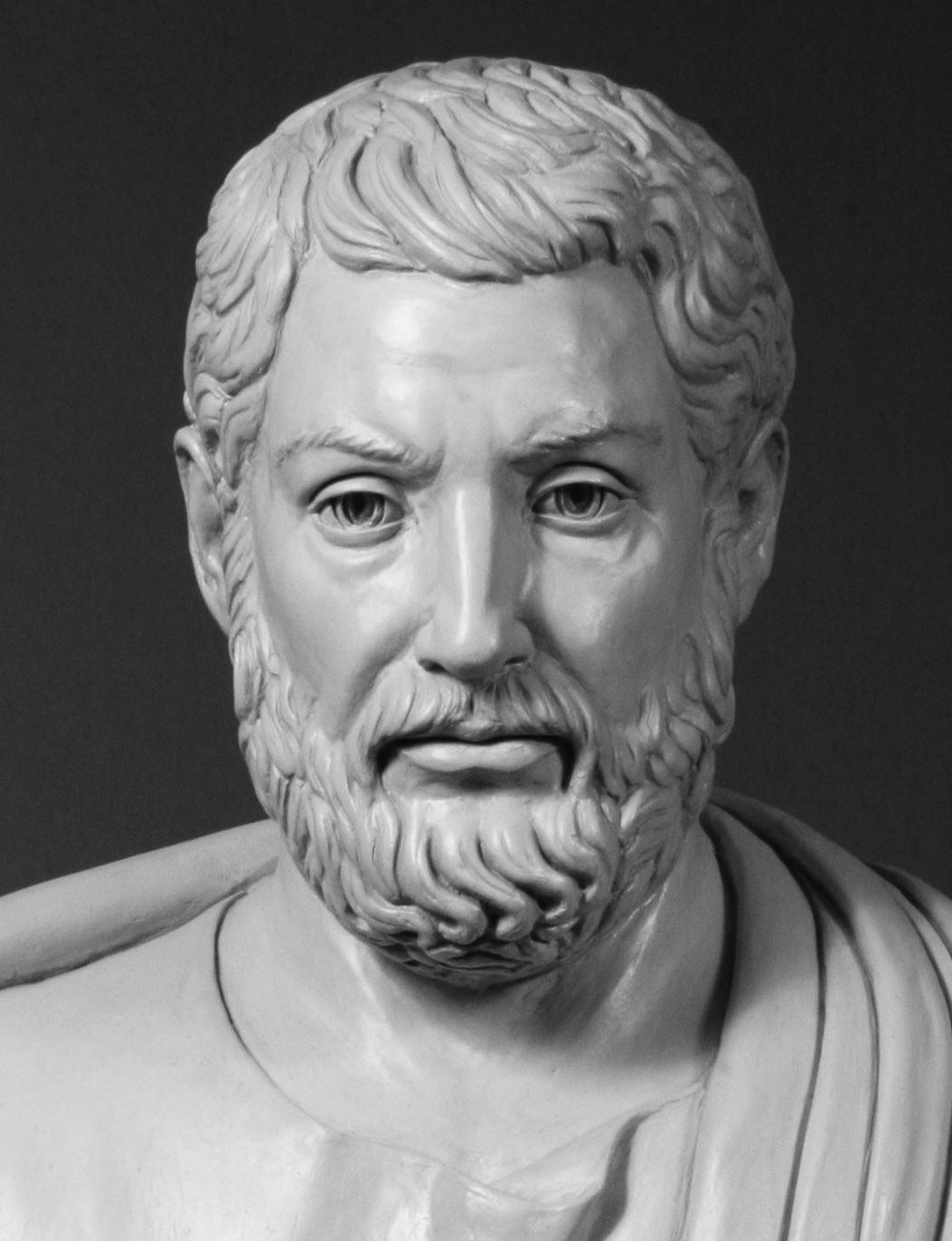
Согласно античной традиции, «отцом» остракизма был Клисфен

Согласно классической версии, афинский остракизм был учреждён в последнее десятилетие VI века до н. э., в ходе реформ Клисфена. После падения тирании Писистратидов в Аттике развернулась борьба между двумя аристократическими группировками; одну из них возглавлял Клисфен, другую — Исагор. Клисфен, понимая, что проигрывает, обратился к демосу и предложил ему программу политических преобразований. Благодаря этому он одержал победу, а потом провёл свои реформы, став таким образом отцом-основателем афинской демократии. В частности, Клисфен ввёл новое административное деление полиса (на филы и демы), учредил коллегию стратегов, избиравшихся всеобщим голосованием, преобразовал Совет Четырёхсот в Совет Пятисот, где каждый дем получил своё представительство. Народное собрание теперь было высшим властным органом, и все граждане независимо от их происхождения пользовались равными правами и оказывались вовлечены в дела полиса. Одной из реформ Клисфена стало учреждение остракизма — голосования с помощью глиняных черепков, посредством которого в теории планировалось изгонять потенциальных тиранов.
Именно Клисфену приписывают данное нововведение Аристотель, Филохор, Диодор Сицилийский и Клавдий Элиан. При этом Аристотель сообщает, что остракизм «был установлен ввиду подозрения к людям, пользующимся влиянием, так как Писистрат из демагога и полководца сделался тираном». Реформатор, по словам этого автора, имел конкретную цель — добиться изгнания Гиппарха, сына Харма, родственника Писистрата; однако остракизм Гиппарха произошёл существенно позже, в 488/487 году, «когда народ стал уже чувствовать уверенность в себе» после победы при Марафоне.
Долгое время исследователи не подвергали сомнению эти сообщения источников. В начале XX века К. Ю. Белох, опираясь на данные аттидографа первой половины IV века до н. э. Андротиона, выдвинул гипотезу об учреждении остракизма непосредственно перед изгнанием Гиппарха и получил поддержку ряда других историков — в частности, Г. де Санктиса и Г. Берве. Один из аргументов сторонников этой версии звучал так: «Вряд ли стоило ковать такое могучее оружие, чтобы оно в течение двадцати лет ржавело в ножнах». Историки Э. Уокер, О. Рейнмут, Г. Стентон и др. попытались сопоставить свидетельства Аристотеля и Андротиона: по разным версиям, Аристотель просто не знал имён тех афинян, которые стали жертвами остракизма в 490-е годы до н. э., либо процедура не применялась из-за влияния сторонников Писистратидов, которое начало сходить на нет после Марафона. Согласно гипотезе Стентона, Клисфен, создавая остракизм, хотел устранить не Гиппарха, а своего главного оппонента Исагора («друга тиранов»), но тот, не дожидаясь изгнания, призвал на помощь спартанцев, а после поражения навсегда покинул город; таким образом, голосование на черепках в этом случае не понадобилось. Нельзя исключать и вероятность проведения в период между реформами Клисфена и изгнанием Гиппарха «неудачных остракофорий» (др.-греч. όστρακοφορία, дословно «несение черепков» — конкретная акция по проведению остракизма), когда никто из политиков не набирал необходимого количества голосов. В целом популярность «андротионовой» версии в историографии по сравнению с началом XX века заметно снизилась. Исследователи констатируют, что вне зависимости от даты законодательного принятия остракизма появление этой процедуры в её классической форме стало возможным только благодаря усилиям Клисфена по созданию демократии (дословно «власти демоса»).

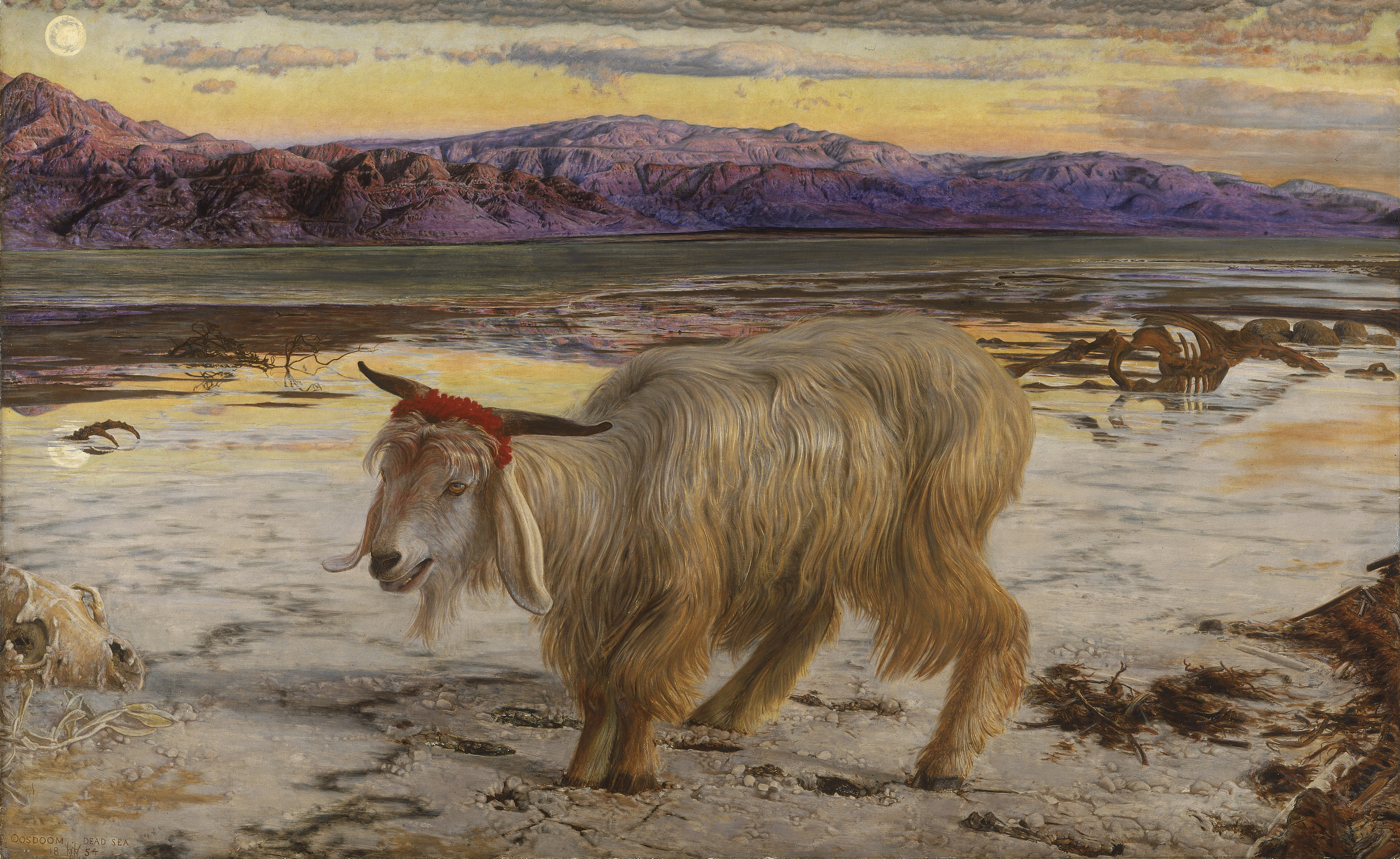
«Козёл отпущения». Картина Вильяма Хольмана Ханта, 1854. Многие историки видят ритуальные истоки остракизма в религиозном обряде изгнания фармака, либо «козла отпущения»

Однако остракизм не появился на рубеже VI и V веков до н. э. на пустом месте: у него явно были глубокие корни. Некоторые древние авторы пишут, что первой жертвой этой процедуры стал легендарный царь Афин Тесей, причём Евсевий Кесарийский называет Тесея ещё и создателем остракизма. Такие представления были широко распространены в IV веке до н. э., но не могут считаться близкими к истине, даже если оставить без внимания неисторичность фигуры афинского царя. Исследователь Д. Мерхади видит параллели остракизму в рассказах древних авторов об изгнании Геракла с «Арго» или о самоотстранении Ахилла от участия в осаде Трои, а непосредственные корни этого явления ищет в ритуальных практиках Тёмных веков и архаического периода в истории Греции. Историк Л. Холл ещё до Мерхади, в 1989 году, предложила рассматривать остракизм как рудимент ритуала изгнания фармака или «козла отпущения». Речь идёт о ритуальном животном, считавшемся одновременно «неприкасаемым» и «неприкосновенным», «проклятым» и «священным»; на него навешивали всю скверну и все грехи общины, а потом его прогоняли из города. Роль фармака, по мнению Холл, мог играть и человек — либо маргинал, либо, наоборот, человек с высоким социальным статусом. Именно второй вариант могли иметь в виду древние, рассказывая, например, историю о тиране Фрасибуле Милетском, который посоветовал Периандру «сбивать самые высокие колосья», чтобы сохранить власть. Ритуал, носивший вначале религиозный характер, мог постепенно трансформироваться в изгнание Советом Четырёхсот, затем в остракизм, а после — в экфиллофорию (изгнание из числа членов Совета Пятисот), а его корни оказались забыты. Об истоках остракизма в ритуале изгнания фармака может свидетельствовать надпись на одном из остраконов против Ксантиппа. На нём политику вменяют в вину «осквернённость», а в его изгнании соответственно видят «очищение» всего города. В этом контексте, например, отъезд из Афин Солона на десять лет (в начале VI века до н. э.) может трактоваться не как добровольное начинание политика, а как временное изгнание.
О том, что какие-то формы изгнания с помощью глиняных черепков точно практиковались в Афинах до Клисфена, свидетельствуют находки остраконов VII—VI веков до н. э. на афинской Агоре, в том числе с именем тирана Писистрата, чьего сына Гиппия Клисфен изгнал из Афин. По-видимому, в ту эпоху вопрос об изгнании решался в Совете Четырёхсот или в Ареопаге, а в те периоды, когда власть над городом сосредотачивалась в одних руках, такие решения принимал тиран. Реформатор передал данный вопрос на рассмотрение всего народа на экклесиях, приспособив таким образом старую процедуру к условиям создаваемой им демократии.

## Функции и символизм
Остракизм не был наказанием за какой-нибудь низкий поступок; благопристойности ради он назывался «усмирением и обузданием гордыни и чрезмерного могущества», но по сути дела оказывался средством утишить ненависть, и средством довольно милосердным: чувство недоброжелательства находило себе выход не в чем-либо непоправимом, но лишь в десятилетнем изгнании того, кто это чувство вызвал. Когда же действию этой меры начали подпадать люди безвестные и порочные, остракизм перестал применяться.
Закон об остракизме, согласно античным источникам, был введён для предотвращения тирании и борьбы с потенциальными узурпаторами власти; это популярное представление об остракизме впервые чётко формулируется в IV веке до н. э. Литературные источники и остраконы упоминают, помимо борьбы с тиранией, множество оснований для остракизма — от чрезмерного влияния и авторитета (случай Фемистокла), коррупции и плохого исполнения обязанностей до прелюбодеяния и инцеста.
Среди историков существует два основных подхода к целям остракизма как института. Наиболее распространённый подход различает первоначальную функцию и последующую практику; с этой точки зрения, античные источники сообщают только о реальном положении дел, когда институт в V веке до н. э. выродился в средство внутриполитической борьбы, позволявшее изгонять неугодных лиц. Так, масса процедур в 480-е годы трактуется как результат интриг Фемистокла против своих оппонентов. Согласно второму подходу, остракизм имел одну главную функцию: через наказание защитить сообщество от политических, моральных или религиозных посягательств, обеспечить коллективную идентичность и сплоченность. В научной литературе встречается и синтез двух подходов: хотя институт остракизма возник в конкретных исторических обстоятельствах и имел конкретные цели, его символическое содержание в качестве коллективного ритуала со временем изменялось.
Остракизм стал инструментом, с помощью которого демос мог устранить влияние и сдерживать амбиции враждебных демократии политиков из высшего сословия. Таким образом, остракизм имел явную антиаристократическую направленность и содействовал стабильности демократических институтов Древних Афин. В глазах современников наличие такой процедуры утверждало верховенство народа над знатью и было важным фактором в развитии и становлении афинской демократии. Ежегодное голосование о целесообразности проведения остракизма было не только напоминанием аристократам о верховенстве народа, но и предупреждением потенциальным революционерам, которые хотели бы подорвать основы государственного строя. Ёмкую характеристику остракизма дал Плутарх в жизнеописании Аристида. В его изложении процедура представляла собой не наказание, а средство умерить народную ненависть против чрезмерно могущественных лиц, которая в противном случае нашла бы себе выход в непоправимом кровопролитии. Отрицательная роль процедуры заключалась в том, что от общественной и военной деятельности устраняли многих выдающихся лиц.
Остракизм, с одной стороны, рассматривается учёными как практическое средство для мирного разрешения потенциально насильственных политических конфликтов внутри аристократии и, с другой стороны, на уровне идеологии понимается как символическое выражение власти демоса, его возможности вмешиваться в эти конфликты. Понятие остракизма указывало на историческую связь власти и изгнания и одновременно метонимически обозначало власть народа. В современной историографии тезис о мирном урегулировании критикуется, поскольку остракизм зачастую не останавливал насилие внутри элит. Подвергается сомнению и антитираническая природа остракизма: возможный тиран всегда мог прибегнуть к незаконным методам; другим аргументом является мягкость процедуры по сравнению с наказаниями за попытки тирании в Афинах. С нарративной традицией, которая представляла остракизм средством профилактики тирании, не согласуется содержание приписок на остраконах: ни одна из них не характеризует кандидата на изгнание как тирана либо сторонника тирании. Ряд историков высказывали предположения об институте остракизма как средстве борьбы с предателями (προδότης), однако эти явления рассматриваются и отдельно, ввиду существенного различия в жёсткости мер (измена каралась смертью или пожизненным изгнанием). Существует и противоположная точка зрения на власть демоса, согласно которой остракизм ввели прежде всего в интересах аристократов. Законодательное закрепление процедуры изгнания упорядочило методы внутриполитической борьбы. В условиях, когда во время частых мятежей и восстаний в древнегреческих полисах гибли не только политики, но и члены их семей, остракизм выглядит весьма мягкой и гуманной мерой. Новый закон не предполагал конфискации имущества, преследования родственников, позволял изгнаннику вернуться по прошествии десятилетнего срока обратно в Афины. Изгнание вследствие гражданских войн или единоличного решения тирана было сопряжено с риском для жизни, полной потерей гражданских прав и имущества. В таких случаях, в отличие от остракизма, под удар попадал не один человек, а целая семья, либо группа людей. При сравнении этих двух практик изгнания остракизм выглядит достаточно безболезненным способом устранения неугодных обществу лиц.
Остракизм не влиял на репутацию политика: так, Ксантипп и Кимон по возвращении в Афины сразу же заняли посты стратегов, а Аристид и Фукидид продолжили политическую деятельность. Такая гуманность имела и практические цели. До введения остракизма изгнанники стремились вернуть себе былое положение, используя не только своих сторонников в городе, но и политических врагов Афин. Ярким примером является афинский тиран Гиппий, после изгнания до самой смерти не терявший надежды вернуть власть в Афинах и даже находившийся в качестве советника в стане персов во время битвы при Марафоне 490 года до н. э. Его сторонники, по утверждению Геродота, дали врагу сигнал о беззащитности Афин, чем подвергли город серьёзной опасности. Изгнанный же путём остракизма не только имел возможность спокойно вернуться в город после отбытия десятилетнего срока изгнания, но и оставлял «в залог» родственников, которых никак не понижали в правах, своё имущество, а также доходы с него. Соответственно, это минимизировало вероятность враждебных государству действий со стороны изгнанника. Несмотря на это, проведение остракофории вызывало определённое напряжение в обществе. По образному выражению историка Конрада Кинцля, остракизм, как и меч, лучше всего служил стабильности и безопасности государства только тогда, когда его не использовали, а держали «в ножнах». В античных источниках гуманизм процедуры остракизма подчёркивал Андокид: «В самом деле, если иметь в виду преступления, совершаемые против частных лиц, то я считаю, что это наказание слишком велико; а если говорить о преступлениях, совершаемых против государства, то я убежден, что оно ничтожно и ровно ничего не стоит, коль скоро можно наказывать денежным штрафом, заключением в тюрьму и даже смертной казнью».

## Процедура остракизма
Остракизм предполагал выполнение определённого ритуала. Совет Пятисот ежегодно готовил пробулевму на эту тему. Вопрос о необходимости остракофории в текущем году выносили на предварительное голосование или эпихиротонию Народного собрания во время шестой притании (декабрь—январь). Решение принималось простым большинством голосов; ни на данном этапе, ни позже, вплоть до остракофории, не назывались какие-то конкретные имена. В ритуале ежегодного голосования о необходимости проведения остракизма видят символическое значение: элите из года в год напоминали о превосходстве демоса, его праве разрешать конфликты путём изгнания неугодного политика.
Если решение было положительным, через некоторое время после его принятия проводилась остракофория. Мнения учёных об этом временном промежутке расходятся: встречаются утверждения о двух-шести неделях, примерно семидесяти днях и нескольких месяцах (проведение в месяце элафеболион, который приходился на март-апрель). Отдельно отмечают, что остракофории совпадали со временем отсутствия сельскохозяйственных работ. Это способствовало привлечению к голосованию крестьян, так как в период сбора урожая или посевной они бы с большей вероятностью пропускали бы остракофорию. Период между принятием решения о проведении остракизма и самим голосованием становилось периодом острой пропагандистской борьбы между противоборствующими партиями. В условиях отсутствия средств массовой информации борьба велась как на официальном уровне на Народных собраниях и в суде, так и на личностном — сторонниками той или иной политической группировки. Особое значение приобретали комедийные представления на дионисийском празднике Ленеи, который приходился на данный промежуток времени. Древние аттические комедии высмеивали и оскорбляли видных политиков, тем самым влияя на общественное мнение незадолго до процедуры голосования. Пропаганда преимущественно носила характер навешивания ярлыков и штампов, формирования образа врага. В этот промежуток времени активизировались гетерии, которые поддерживали того или иного политика. Их члены проводили агитацию среди демоса. Андокид по этому поводу отметил: «в подобных обстоятельствах большим преимуществом, чем другие, располагают те, у кого много друзей среди членов тайных обществ и политических союзов». Существует гипотеза, что во время остракизма 417—415 годов до н. э. подконтрольные Никию и Алкивиаду гетерии сыграли важную роль, убедив афинян проголосовать против «третьего лица», которым был вождь партии радикальных демократов Гипербол. Одновременно следует учитывать, что все афинские гетерии вместе взятые не насчитывали необходимых для голосования шести тысяч членов. Соответственно их деятельность, хоть и влияла на голосование, не могла быть решающей.
Остракофория имела ряд существенных отличий от обычных народных собраний. Она не предполагала дебатов и обсуждений, её проводили на центральной рыночной площади Агоре, а не на стандартном месте собраний Пниксе. Голосование на Агоре, а не на Пниксе, имело символическое значение. Его организация в сакральном для афинян месте подчёркивала особый характер собрания. В день остракизма пространство, предназначенное для его проведения, огораживали, оставляя десять входов по числу аттических фил. Каждый из граждан перед входом на отведенный для его филы участок оставлял свой подписанный остракон, а потом оставался внутри ограды до окончания остракофории; благодаря этому никто не мог проголосовать повторно. При подаче черепка его следовало повернуть надписью вниз, то есть процедура остракизма предусматривала (по крайней мере, формально) тайное голосование.
После того как голосование заканчивалось, а граждан выпускали из ограждения, должностные лица начинали подсчёт остраконов. Данные источников о необходимом числе проголосовавших расходятся. Плутарх пишет: «Сначала архонты подсчитывали, сколько всего набралось черепков: если их было меньше шести тысяч, остракизм признавали несостоявшимся». В одном из уцелевших фрагментов сочинений Филохора есть указание на то, что для изгнания остракизмом было необходимо шесть тысяч остраконов против одного человека, то есть речь идёт не об общем кворуме, а о минимуме голосов за конкретную кандидатуру. Первую, «плутархову», версию поддерживали позднеантичные и византийские лексикографы, вторую, «филохоровскую», — схолиасты произведений Аристофана и Демосфена, анонимный византийский автор «Vaticanus Graecus». Те же два подхода к интерпретации шести тысяч проголосовавших существуют и в современной историографии. Некоторые учёные отказываются делать выбор между двумя вариантами, некоторые считают, что эти версии можно примирить между собой.
Современные исследования рассматривают феномен остракизма с позиции теории игр и конфликтологии. Процедура предполагала два этапа. На первом избиратель решал, проводить в этом году остракизм или нет, и учитывал при этом несколько факторов: вероятность изгнания политиков, которым он благоволил или которых, напротив, недолюбливал, противопоставление выгоды от изгнания неугодного политика сохранению статус-кво. Сопутствующая остракизму напряжённость в обществе, а также высокая с точки зрения избирателя вероятность негативного результата способствовали редкому применению процедуры остракизма. В то же время он становился «недорогим» по сравнению с гражданской войной механизмом по разрешению острых конфликтов, связанных с выбором пути развития государства. На втором этапе происходило голосование против конкретного кандидата. Несмотря на то, что утверждённого списка кандидатов на изгнание не существовало и избиратель мог написать имя любого гражданина, в действительности процедура остракизма превращалась в выбор между двумя кандидатами. При наличии наиболее вероятных кандидатов избирающий голосовал либо «против» ненавистного политика, либо «за» то, чтобы остракизму не подвергся симпатичный ему человек. В таком случае он выбирал его главного конкурента.
Жертва остракизма получала десять дней на то, чтобы привести свои дела в порядок и покинуть родной полис. Древние авторы подчёркивают: изгнанник не терял статус гражданина и не поражался в имущественных правах. Он сохранял свою собственность в Аттике и мог получать с неё доход. Вернуться на родину такой гражданин мог по истечении десяти лет. Народное собрание имело право разрешить досрочное возвращение и несколько раз этим правом воспользовалось. Согласно некоторым источникам, в закон об остракизме в какой-то момент была внесена поправка, сокращавшая срок изгнания с десяти до пяти лет. Большинство исследователей полагает, что это ошибка и что такой поправки не было; существуют и альтернативные мнения, по которым срок был сокращён — либо в 440-х годах до н. э., либо не позже 454 года до н. э.

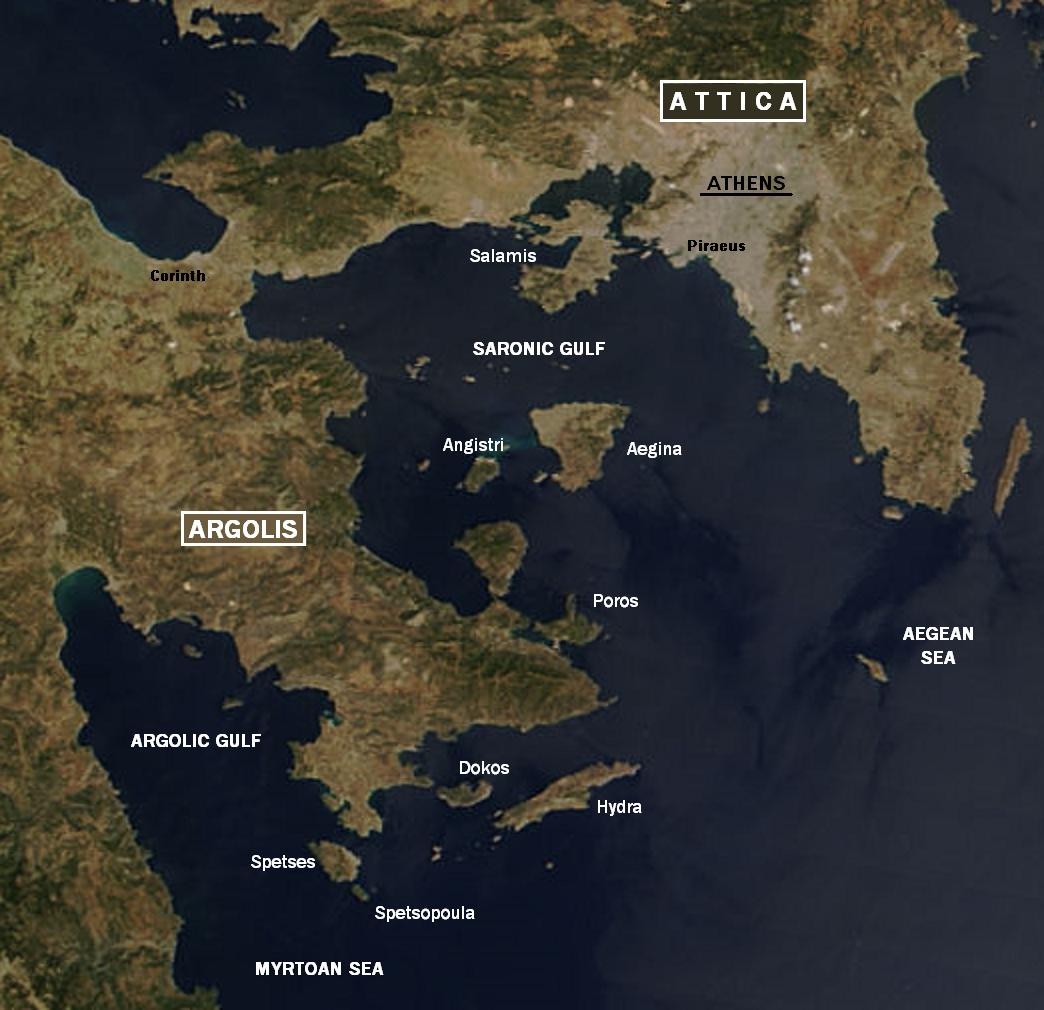
Саронический залив. Согласно Филохору, в 480 году до н. э. в закон об остракизме была внесена поправка, запрещавшая проводить срок изгнания на островах Саронического залива

Если срок пребывания изгнанных вне Афин в законе об остракизме был прописан достаточно чётко, то место изгнания обозначено не было. Жертва остракизма сама выбирала место, где она проведёт следующие десять лет, но при этом должна была учитывать введённые согражданами ограничения. По словам Аристотеля, в 480 году до н. э. афиняне «определили, чтобы люди, подвергаемые остракизму, проживали в пределах Гереста и Скиллея или, в противном случае, раз навсегда лишались гражданских прав». Филохор пишет прямо противоположное: по его данным, изгнанники не должны были приближаться к Афинам «за черту Гереста, мыса на Эвбее». Герест — южная оконечность острова Эвбея, Скиллей — восточная точка Пелопоннеса; линия из этих двух точек ограничивает Саронический залив, который омывает побережье Афин. Таким образом, по одним данным, изгнанники не могли слишком отдаляться от родного города (целью этого запрета могло быть, скажем, недопущение их контактов с персами), по другим — не могли приближаться к Афинам (в этом случае законодатели, видимо, пытались минимизировать влияние изгнанников на ситуацию в полисе и не допустить их самовольное возвращение раньше срока).
Мнения учёных о том, как следует трактовать взаимоисключающие сообщения источников, расходятся. Некоторые считают, что Аристотель или переписчик его текста ошиблись, и вместо «в пределах» у философа должно быть написано «за пределами»; некоторые — что Аристотель прав и что запрет для изгнанников удаляться от Афин действительно существовал, но за его соблюдением не следили. Полной информации о том, где жили жертвы остракизма, в источниках нет. При этом известно, что Аристид, изгнанный до 480 года до н. э., когда была принята поправка к закону, находился на острове Эгина. Во фрагменте одной аттической комедии приводится поговорка «попасёшь быков вокруг быка» (βουκολήσες τά περί τον βουν), означавшая «Ты будешь изгнан остракизмом», и писатель II века н. э. Зенобий интерпретировал её как указание на Эгину как место пребывания изгнанников (одной из достопримечательностей острова была огромная статуя коровы). В таком случае речь может идти о первых жертвах остракизма, прошедших эту процедуру в 480-х годах до н. э. Изгнанники более позднего времени отправлялись в более отдалённые места: в Аргос, на Самос, по некоторым версиям на Херсонес Фракийский, в Милет, в Великую Грецию. Надёжных данных о пребывании кого-либо из них на Эгине нет. Соответственно существует гипотеза, что поправку в варианте, изложенном у Филохора, приняли, чтобы не допустить появления изгнанников на территории Эгины — главного соперника Афин на море до 457 года до н. э..

## Остраконы
До второй половины XIX века считалось, что бюллетени для голосования, остраконы, представляли собой специально изготовленные глиняные таблички. Благодаря археологическим находкам стало ясно, что это были обычные черепки. Какого-либо стандарта остракона по размеру, внешнему виду и материалу не существовало: это могли быть как грубые куски черепицы, так и фрагменты краснофигурных ваз, как небольшие осколки, на которых едва умещалась надпись, так и цельные небольшие сосуды.
На 2006 год археологам удалось найти более 10 тысяч остраконов. Суммарно на них представлены около двух сотен афинян. Пятёрка «лидеров» по количеству сохранившихся остраконов с их именами включает Мегакла, сына Гиппократа (4445), Фемистокла (2238), Каллия, сына Кратия (720), Менона, сына Менеклида (608), и Кимона (474). Остраконы стали важным источником информации, на основании которой историки делают определённые выводы. Так, изучив надписи на более чем 700 остраконах, поданных против Каллия, сына Кратия, историки создали реконструкцию жизни влиятельного политика Древних Афин, о котором литературные источники ничего не сообщают. На основании остракона с именем Гипербола, сына Антифана, удалось решить вопрос о том, кто из античных историков прав, называя имя этого политика, — Феопомп (имя Хремет) или Андротион (имя Антифан).
Единого стандарта надписи на остраконе не существовало, и многие афиняне считали необходимым не только написать имя политика, подлежащего, по их мнению, изгнанию, но и добавить к этому эмоционально-экспрессивное выражение либо рисунок. Это могли быть как короткие приписки («ίτω», «Пусть уходит», или «έχε», «Получай»), так и целые эпиграммы: «Более всех преступен из осквернённых пританов / Сей черепок гласит — сын Арифрона Ксантипп». В большинстве случаев надписи носят характер инвективы. Так, на одном из остраконов рядом с именем Аристида приписано «брат Датиса», с намёком на его проперсидскую ориентацию. Часто на остраконах присутствуют прямые оскорбления, временами с использованием обсценной лексики. Надпись «Пусть Кимон, сын Мильтиада, уходит, взяв Эльпинику» свидетельствует о том, что описанные у Плутарха слухи о сожительстве Кимона со своей сестрой действительно циркулировали при жизни политика, а не являются более поздними домыслами.
Писать на остраконе было довольно трудно, а на создание рисунка или длинной надписи явно уходило немало времени. Некоторые афиняне могли заполнять «бюллетень» около места голосования, но большинство, по всей видимости, несло на Агору черепки, заготовленные заранее. В связи с этим внимание историков привлекла находка из заранее заготовленных 190 остраконов с именем Фемистокла, которое было написано 14 почерками; это означает, что перед одной из остракофорий 14 писцов наносили на остраконы имя одного конкретного политика. Общепринятой является версия, по которой одна из враждебных Фемистоклу гетерий заказала изготовление большого числа остраконов, чтобы раздать их и повлиять таким образом на исход голосования. Согласно альтернативной гипотезе, местные ремесленники надписывали остраконы, чтобы продавать их гражданам, сделавшим свой выбор, но не изготовившим «бюллетень» в домашних условиях. В любом случае партия в 190 остраконов осталась неиспользованной, и её выбросили в колодец, где черепки пролежали две с половиной тысячи лет.

## Применение остракизма

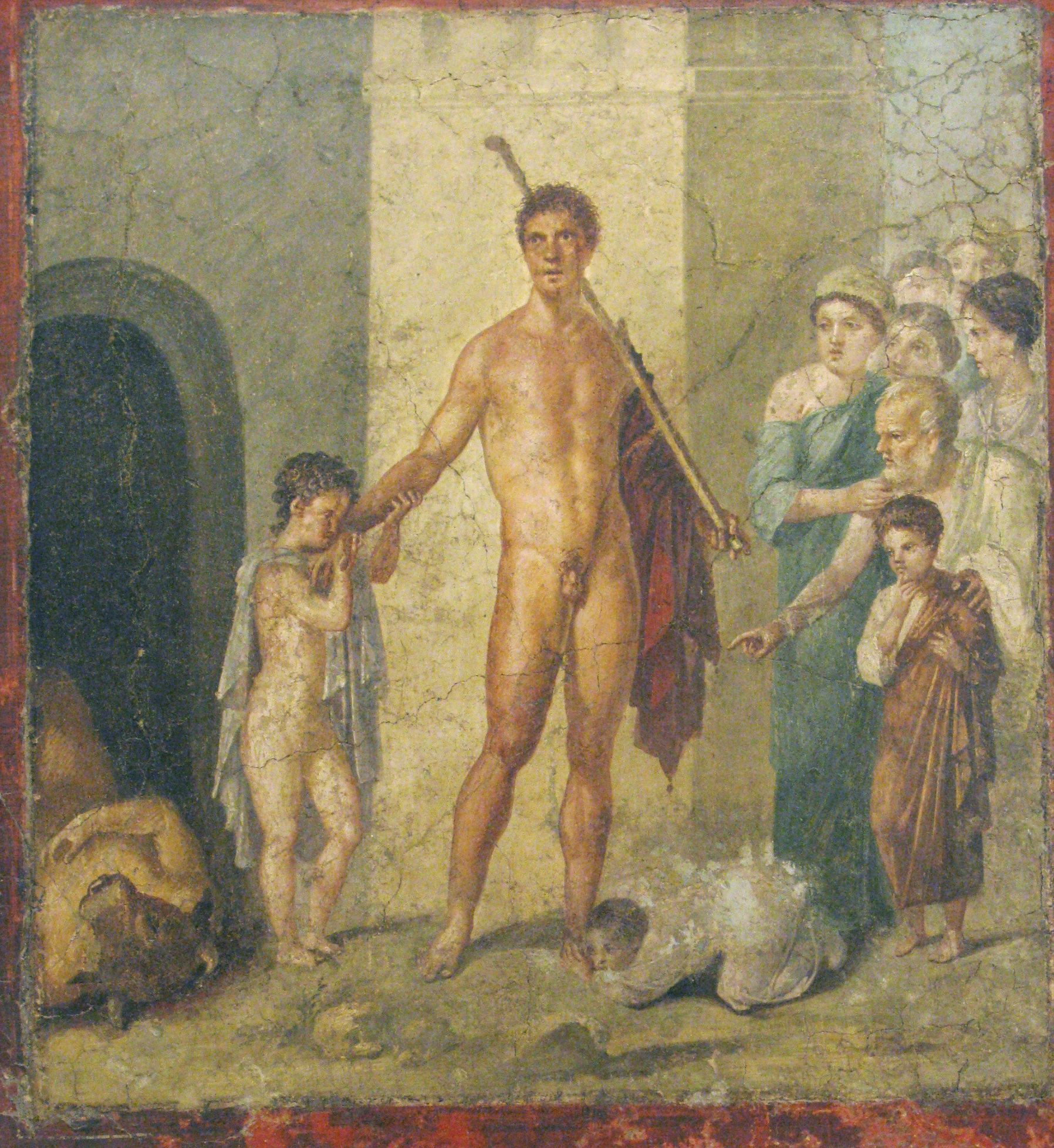
Тесей по одной из версий первым был изгнан из Афин через процедуру остракизма, которую он сам и учредил

В общей сложности античные источники сообщают об остракизме 18 человек. В пяти случаях эти сообщения явно недостоверны: речь об остракизмах Тесея, Мильтиада, Клисфена, о повторном изгнании Мегакла, сына Гиппократа, и Алкивиада Старшего. Единства мнений относительно точного количества надёжно подтверждённых и спорных случаев в историографии нет. К спорным могут относиться остракизмы Менона, Каллия, сына Дидимия, и Дамона.
Учёные выделяют несколько этапов функционирования остракизма. На первом этапе, в 507—488/487 годах до н. э., эта процедура существовала лишь номинально, не применяясь в реальной жизни (проведение остракофорий, по результатам которых никого не изгоняли, считается возможным, но маловероятным). Причиной тому могла быть полицентричность политической жизни в Афинах в тот период: существовали сильные группировки сторонников Писистратидов, Алкмеонидов, Фемистокла и Мильтиада, и кандидаты в изгнанники, очевидные для всех, по-видимому, не появлялись. Ситуация заметно изменилась после Марафонской битвы. Писистратиды оказались скомпрометированы, так как один из них, бывший тиран Гиппий, поддержал персов; Мильтиад был осуждён за «обман народа» и вскоре умер, а его сын Кимон был ещё слишком молод. Некоторое время за власть боролись только две группировки, во главе которых стояли Алкмеониды и Фемистокл. Из-за этого остракизм применялся максимально интенсивно — за период с 488/487 по 482 годы до н. э. посредством этой процедуры изгнали пять человек. Учёные уверены, что во всех этих случаях инициатором являлся Фемистокл, использовавший в своих интересах антиперсидские настроения демоса; каждый раз он добивался победы, устраняя на время очередного противника. Однако в 480 году до н. э., накануне решающего столкновения с персами, всем изгнанникам разрешили вернуться.
- 480—461 годы до н. э. — время относительного затишья. Мощная коалиция трёх аристократических родов, Алкмеонидов, Филаидов и Кериков, примерно к 470 году до н. э. добилась остракизма Фемистокла, потом распалась, и в течение 460-х годов до н. э. самым влиятельным политиком Афин был Кимон, не заинтересованный в новых остракофориях. По одной из версий, в 470-е годы через ту же процедуру прошли Мегакл, сын Гиппократа, и Алкивиад Старший, но не все учёные с этой версией согласны[94].
- 461—457 годы до н. э. — новая интенсификация применения остракизма, связанная с противостоянием лаконофилов и лаконофобов, которые обменивались ударами. Остракизму были подвергнуты Кимон, Алкивиад Старший (по одной из версий), Менон и (предположительно) Каллий, сын Дидимия. В 457 году до н. э. Кимону разрешили вернуться досрочно[95].
- 456 — середина 410-х годов до н. э. — самый длительный период затишья, когда остракизму были подвергнуты только Фукидид, сын Мелесия, и, возможно, Дамон (у исследователей есть сомнения в историчности второго случая). Эта процедура оказалась невостребованной, так как не было противостояния двух примерно равных политических сил: сначала имел место союз двух самых влиятельных политиков, Кимона и Перикла, потом последний поднялся на недосягаемую для остальных высоту и только однажды счёл необходимым устранить усиливающегося конкурента — Фукидида. После 431 года до н. э. проведение остракофорий стало проблематичным из-за Пелопоннесской войны. После смерти Перикла в 429 году до н. э. не осталось политиков подобного масштаба и усилилась роль гетерий[96].
- 416/415 годы до н. э. — последняя остракофория. На фоне явного противостояния между сторонником внешней экспансии Алкивиадом и вождём «умеренных» Никием неожиданно для всех был изгнан Гипербол; произошло это вследствие закулисных интриг, ставших важной отличительной чертой данного эпизода[97].

После изгнания Гипербола процедура остракизма существовала лишь на законодательном уровне, не применяясь в реальной жизни. Примерно в последней четверти IV века до н. э. она была окончательно упразднена.

### Достоверные случаи
Гиппарх, сын Харма
Первым афинянином, к которому применили процедуру остракизма, стал Гиппарх, находившийся в родстве с Писитратидами (по одной из версий, он был внуком тирана Гиппия). Гиппарх возглавлял влиятельную политическую группировку «друзей тиранов». По-видимому, в период реформ Клисфена он оказался перед выбором — принять новые порядки и сотрудничать с Клисфеном либо быть изгнанным. Гиппарх выбрал первое, что обеспечило ему на время спокойную жизнь в родном городе и сохранение политического веса. Его даже избрали архонтом в 496/495 году до н. э. Так же, как его союзники Алкмеониды, Гиппарх с симпатией относился к персам, и после битвы при Марафоне 490 года до н. э. для него всё изменилось. «Друзья тиранов» оказались скомпрометированы, так как Гиппий находился в стане врага. К власти пришли новые политики (Фемистокл, Аристид, Ксантипп), началось масштабное строительство флота для продолжения войны, а следствием этого стала демократизация политического режима. Гиппарх, представитель родовой аристократии, связанный и с тиранией, и с Персией, не вписывался в новую ситуацию. Поскольку никаких явных преступлений он не совершал, его изгнали посредством остракизма. Это произошло в 488 или 487 году до н. э.. О дальнейшей судьбе Гиппарха ничего не известно.
Мегакл, сын Гиппократа

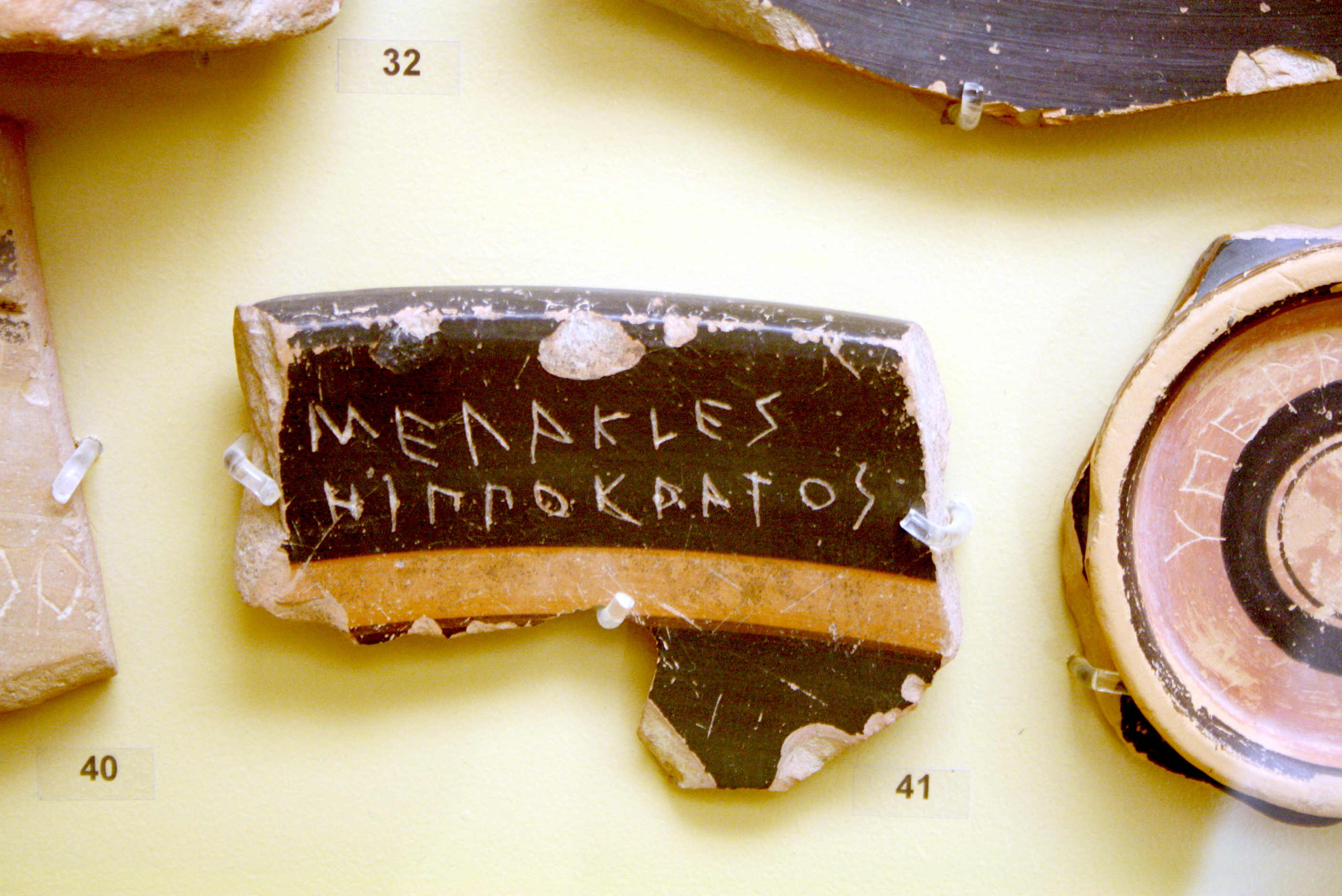
Остракон с именем Мегакла

В 486 году до н. э. жертвой остракизма стал Мегакл, сын Гиппократа, который ничем особым не прославился в политической сфере. Его изгнание стало следствием неприязни демоса к Алкмеонидам, которых подозревали в симпатии к персам, и интриг Фемистокла. Согласно надписям на сохранившихся остраконах, афиняне вменяли Мегаклу в вину распутство и корыстолюбие.
В одной из речей Лисия говорится: «Мегакла ваши предки… дважды изгоняли посредством остракизма». Об этом же сообщает и Андокид. Однако оба заявления сделаны в крайне тенденциозном контексте — в обвинительных речах против внука Мегакла, Алкивиада. Если первый остракизм, в 480-х годах до н. э., не вызывает сомнений, то данные о втором антиковеды не рассматривали всерьёз вплоть до 1970-х годов. В это время в районе Керамика был найден остракон с именем Мегакла, который учёные датировали 470-ми годами до н. э. В ряде научных работ появились предположения, что информация в речах Лисия и Андокида достоверна и Мегакл после своего досрочного возвращения из изгнания в 480 году до н. э. был ещё раз подвергнут остракизму в 470-х годах до н. э.
Каллий, сын Кратия
Аристотель в «Афинской политии» пишет о трёх изгнанных остракизмом сторонниках тиранов. Если имена первых двух указаны, то третий остался неназванным. Остракизм неизвестного не рассматривался историками всерьёз, пока в высохшем русле реки Эридан не обнаружили более 8,5 тысяч остраконов. При анализе находки внимание специалистов привлекло необычное обстоятельство — более 700 остраконов содержали имя Каллия, сына Кратия из Алопеки. Каллий по числу сохранившихся остраконов с его именем занимает третье место после Мегакла и Фемистокла. Таким образом, историки столкнулись со свидетельством существования не упомянутого в письменных источниках человека, которого древние афиняне считали весьма опасным, а, значит, и весьма влиятельным. Некоторые учёные посчитали, что этого Каллия следует отождествить с безымянной жертвой третьей остракофории 485 года до н. э., о которой писал Аристотель в «Афинской политии». Согласно гипотезе А. Шапиро, Каллий мог быть сыном третьей дочери Каллия I, первого из известных представителей семьи Кериков. На 16 остраконах Каллий фигурирует как «мидянин», то есть фактически «перс», а ещё на одном — «ходивший к мидянам». На одном из черепков неизвестный афинянин даже не поленился выцарапать его карикатурное изображение в виде лучника в персидском одеянии. П. Бикнелл предположил, что Каллий участвовал в афинском посольстве 507 года до н. э. в Сарды к сатрапу Артаферну I. Послы тогда передали персам «землю и воду», причём сами они не восприняли этот символический акт всерьёз, а для персов он означал признание верховной власти «царя царей» над Афинами. Поэтому военную помощь афинян восставшим ионийским грекам, оказанную в 490-е годы до н. э., персы расценили как мятеж вассала; именно подавление этого мятежа стало официальной целью похода Датиса и Артаферна II, который закончился битвой при Марафоне. Возможно, Каллий возглавлял посольство в Сарды. Впрочем, могли быть и другие причины, по которым он посещал империю Ахеменидов.
Ксантипп, сын Арифрона

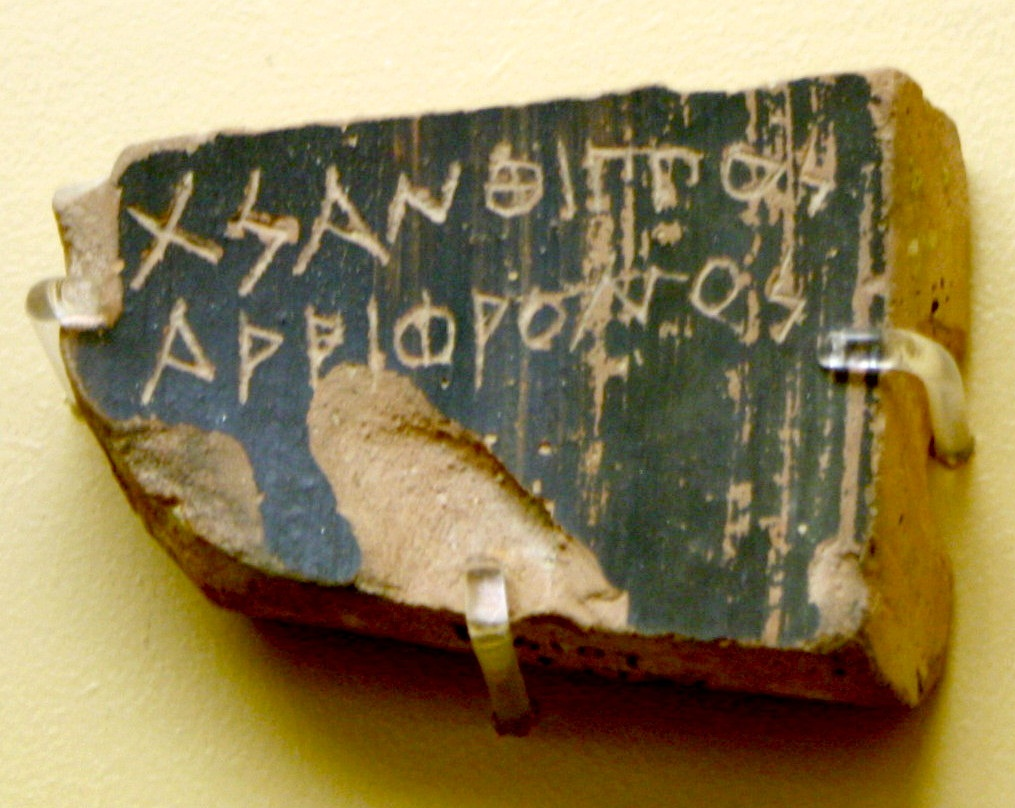
Остракон с именем Ксантиппа

Жертвой четвёртой остракофории 484 года до н. э. стал лидер «партии Алкмеонидов» Ксантипп. По словам Аристотеля, это был первый случай, когда процедуру остракизма применили не для изгнания сторонников тирании и потенциальных тиранов, против которых она и была создана, а как средство внутриполитической борьбы. Ксантипп, хоть и представлял интересы Алкмеонидов, которых афиняне подозревали в помощи персам, не навлёк на себя подобных обвинений. По всей видимости, он принимал непосредственное участие в битве при Марафоне 490 года до н. э. Изгнание Ксантиппа стало крупной победой Фемистокла.
В 480 году до н. э. на фоне вторжения армии Ксеркса в Грецию изгнанникам разрешили вернуться в Афины. На момент эвакуации афинян на остров Саламин Ксантипп уже был в городе. После битвы при Саламине, в которой бывший изгнанник, несомненно, принимал участие, Ксантиппа назначили главнокомандующим афинским флотом.
Аристид

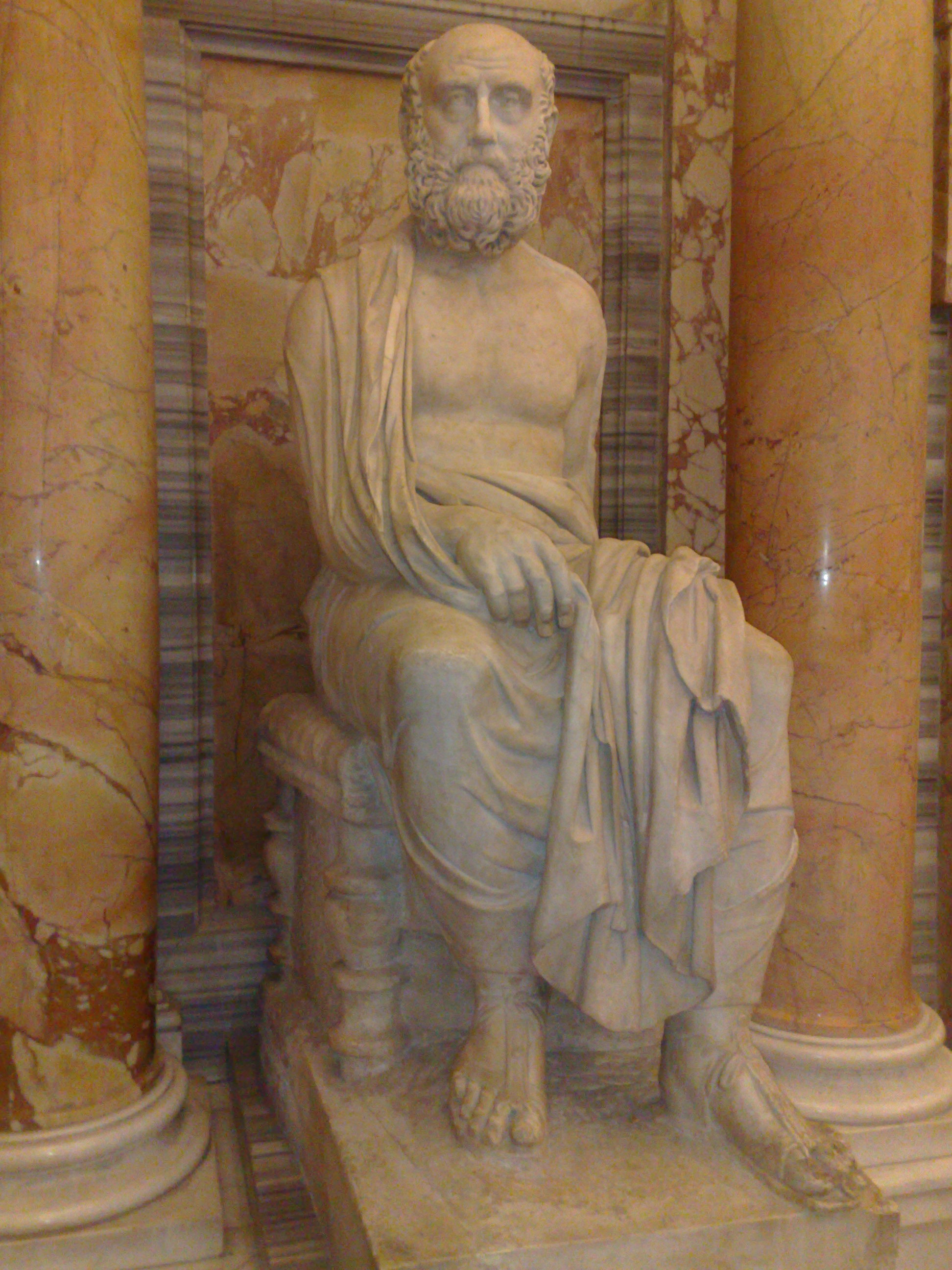
Жертва пятой остракофории Аристид

После изгнания Ксантиппа главным соперником Фемистокла стал Аристид. Противоречия между двумя политиками носили принципиальный характер. Фемистокл считал, что для отражения персов Афинам следует иметь сильный флот, и убедил народ отказаться от небольшого, но верного денежного пособия из доходов Лаврионских рудников, чтобы пустить вырученные средства на строительство кораблей. Аристократическая группировка во главе с Аристидом оппонировала Фемистоклу и выступала за усиление сухопутной армии. Эти и другие разногласия привели к тому, что остракофория 482 года до н. э. стала по своей сути голосованием за путь развития государства.
С именем Аристида связан популярный анекдот, который в различных интерпретациях передали в своих сочинениях Корнелий Непот, Плутарх, Иоанн Цец и другие авторы
Рассказывают, что когда надписывали черепки, какой-то неграмотный, неотёсанный крестьянин протянул Аристиду — первому, кто попался ему навстречу, — черепок и попросил написать имя Аристида. Тот удивился и спросил, не обидел ли его каким-нибудь образом Аристид. „Нет, — ответил крестьянин, — я даже не знаю этого человека“, но мне надоело слышать на каждом шагу „Справедливый“ да „Справедливый“!..» Аристид ничего не ответил, написал своё имя и вернул черепок.
После проигранной остракофории Аристид удалился на Эгину. В 480 году до н. э., когда изгнанникам разрешили вернуться, он приплыл к афинянам на остров Саламин буквально за пару дней до решающего морского сражения с персидским флотом.
Фемистокл

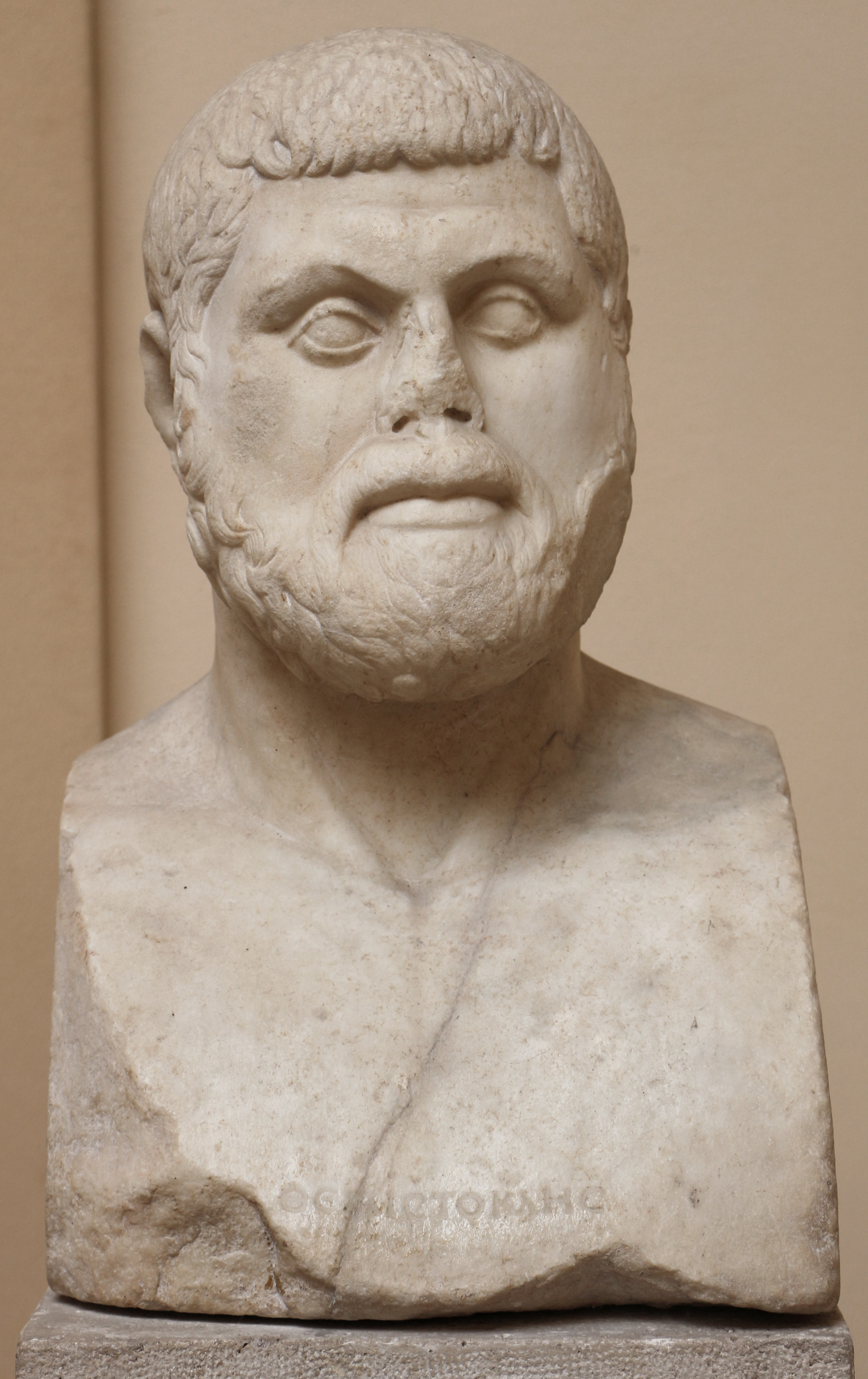
Несмотря на экстраординарные заслуги, Фемистокла отправили в изгнание предположительно в 470 году до н. э.

После победы греков над армией Ксеркса и возвращения в Афины Аристида и Ксантиппа между тремя аристократическими афинскими родами Филаидов, Алкмеонидов и Кериков сформировался политический союз, направленный против Фемистокла. Политик, инициировавший несколько остракофорий, теперь сам оказался под угрозой. Ему приходилось постоянно отбиваться от различных атак и оправдываться перед Народным собранием. В конечном итоге врагам удалось дискредитировать Фемистокла в глазах демоса. Предположительно в 470 году до н. э. прошла остракофория, и победителя битвы при Саламине, которая спасла Афины от уничтожения, отправили в изгнание.
После остракизма Фемистокл некоторое время жил в Аргосе. В это время спартанский регент Павсаний решил захватить власть, начал тайные переговоры с персами и пригласил Фемистокла примкнуть к заговору; тот отверг это предложение, однако не выдал Павсания, с которым у него до этого сложились хорошие взаимоотношения. Когда заговор был раскрыт, среди документов Павсания нашли письма с упоминанием Фемистокла. Изгнанник был заочно приговорён к смертной казни и уехал во владения персидского царя, где жил до самой смерти.
Кимон

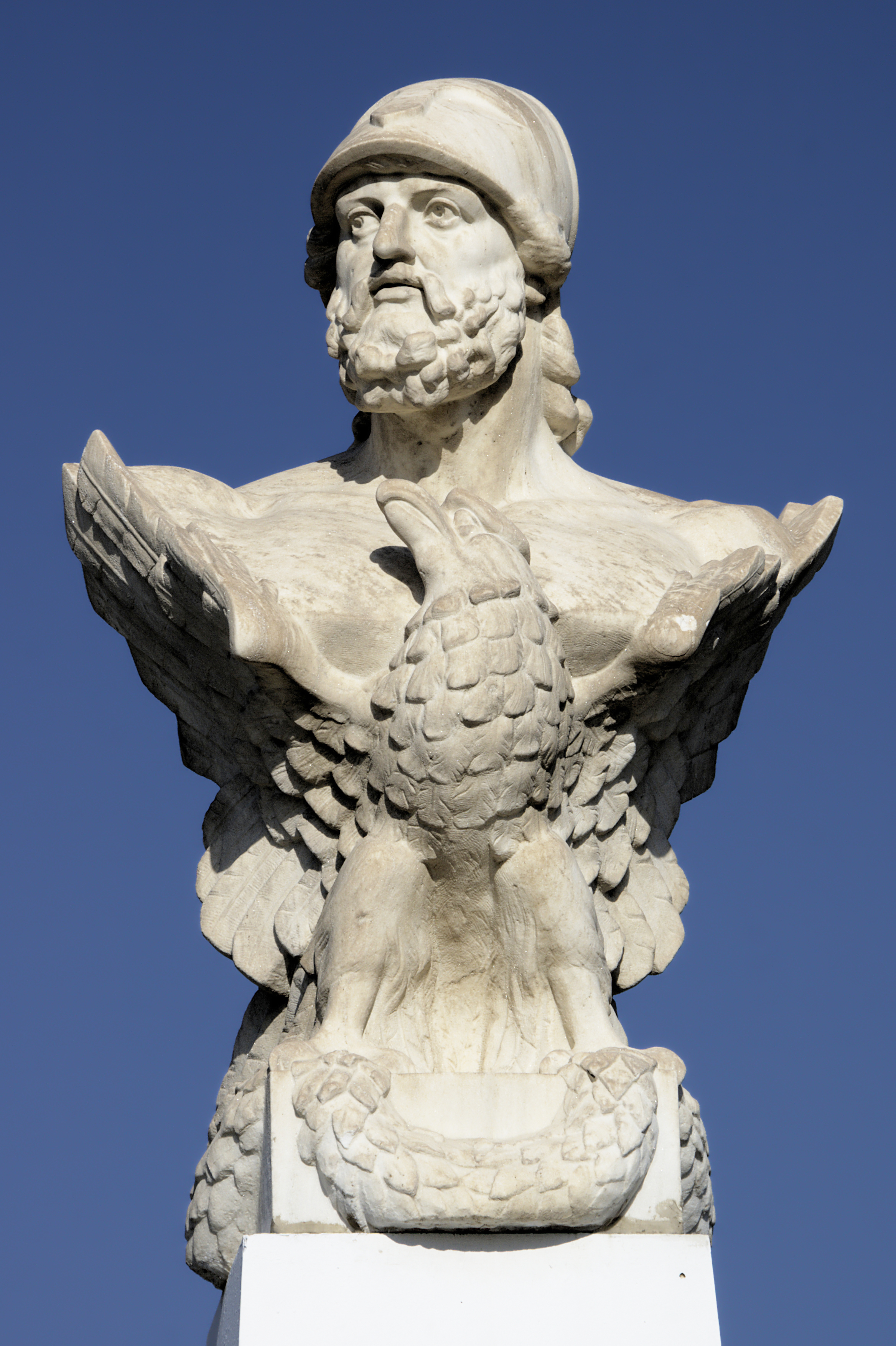
Кимона отправили в изгнание в 461 году до н. э.

Сразу после изгнания Фемистокла аристократический альянс стал разваливаться. Наибольшую выгоду от изгнания Фемистокла получил Кимон, сумевший на десять лет стать наиболее авторитетным политиком Афин. Однако и его изгнали в 461 году до н. э. Кимона обвиняли в пьянстве, излишне близких отношениях с родной сестрой Эльпиникой и лаконофильстве (дружеском отношении к Спарте). Политик, верный традициям прошлого, считал спартанский образ жизни объектом для подражания, что не нравилось афинянам. Его политика «мир среди единоплеменников, война с варварами» была эффективной во время активных военных действий с персами, но при отсутствии таковых нарастали внутренние противоречия между Афинами и Спартой. Инициированный Кимоном поход на помощь потенциальному врагу был подвергнут критике и усилил его непопулярность, которая в полной степени проявилась во время остракофории 461 года до н. э..
После изгнания Кимон поселился в своём родном городе Херсонесе Фракийском. В его отсутствие власть получили представители демократической партии, одну из первых ролей в которой играл Перикл. Во внутриполитической жизни был проведён целый ряд преобразований, внешняя же политика новой власти была крайне неэффективной. Афины ввязались одновременно в две войны — со Спартой и империей Ахеменидов, и в обоих случаях понесли ряд поражений. В дельте Нила был разгромлен флот в 200 триер, который афиняне отправили на помощь посставшим против Персии египтянам; в ходе Малой Пелопоннесской войны со Спартой и её союзниками афинская армия была разбита при Танагре (457 год до н. э.). Согласно Плутарху, перед этой битвой появился Кимон, готовый вместе с согражданами сражаться против спартанцев, однако Совет пятисот, узнав об этом, запретил принимать его в войско, боясь предательства. Узнав об этом, Кимон удалился, но попросил своих товарищей, которых тоже обвиняли в лаконофильстве, твёрдо стоять в бою и тем самым снять с себя обвинения. Ряд военных неудач вынудил Перикла инициировать досрочное возвращение Кимона в Афины. Согласно Плутарху, между двумя политиками было достигнуто соглашение, по которому Кимон отвечал за внешнюю политику (в том числе военные действия), а Перикл за внутреннюю.
Алкивиад Старший
Следующей жертвой остракизма стал Алкивиад Старший. Предположительно событие произошло на следующий год после изгнания Кимона, в 460 году до н. э. По всей видимости две остракофории подряд представляли собой взаимные удары двух соперничающих афинских партий: Кимон был главой лаконофильской партии, Алкивиад — «партии Алкмеонидов» (после его изгнания эта роль досталась Периклу). Относительно дальнейшей жизни Алкивиада американским профессором М. Генри была высказана следующая гипотеза: Алкивиад отправился в изгнание в Милет, где взял в жёны дочь знатного гражданина Аксиоха. По окончании срока изгнания он забрал в Афины не только жену, но и её сестру Аспасию, которая вскоре стала возлюбленной Перикла.
Согласно Лисию и Псевдо-Андокиду, Алкивиада подвергали остракизму дважды. Современные историки считают эти сообщения сомнительными, а Г. Мэттингли отрицает даже единичную остракофорию Алкивиада.
Фукидид, сын Мелесия
Жертвой остракофории 444 или 443 года до н. э. (в историографии встречаются и другие датировки — от 445 до 436 года до н. э.) стал Фукидид, сын Мелесия. Остракизм Фукидида был следствием его противостояния с Периклом. Оба политика представляли идеологически противоположные группы афинского общества: Фукидид — аристократов, Перикл — демос. Их споры касались внешней политики, взаимоотношений с подконтрольными Афинам членами морского союза и программы перестройки Афинского Акрополя. Благодаря сохранившимся остраконам известно, что Перикл с Фукидидом были не единственными реальными кандидатами на изгнание. Так, на 2006 год было известно о 67 остраконах с именем Фукидида и о более чем сотне с именем Клеиппида. Чем провинился Клеиппид, что за него было подано столь большее количество голосов, неизвестно.
Изгнание Фукидида стало поворотной точкой в политической жизни Афин: не имея теперь достойного соперника, Перикл смог беспрепятственно реализовывать свою экспансионистскую политику и единолично определять путь развития государства. Плутарх писал, что «после падения Фукидида и изгнания его остракизмом он [Перикл] не менее пятнадцати лет обладал непрерывной, единоличной властью, хотя должность стратега даётся на один год». Этот отрывок профессор-историк Т. Уэйд-Гири трактует как указание на то, что Перикл 15 раз подряд занимал пост стратега. По мнению современных антиковедов, возможным местом, где Фукидид провёл время изгнания, стали Фурии на южном побережье Италии. В этот период у Перикла не было больших внутриполитических проблем. Они начались, как отмечают историки, после того, как Фукидид вернулся из изгнания.

### Спорные случаи
Каллий, сын Дидимия
Информация об остракизме знаменитого атлета, победителя множества спортивных состязаний, в том числе и на Олимпийских играх 472 до н. э., Каллия, сына Дидимия, приведена только в речи «Против Алкивиада», которую древние приписывают Андокиду. До XX века учёные считали это сообщение недостоверным, но находка остраконов с именем Каллия (на 2006 год было известно о 14) заставила по-новому взглянуть на информацию из речи. Возможным объяснением желания афинских граждан изгнать своего знаменитого соотечественника может служить особый статус атлета-победителя, считавшегося избранником богов и имевшего право претендовать на высокое положение в городе. В сочетании с аристократическим происхождением и принадлежностью к влиятельной политической группировке этот статус мог представлять потенциальную опасность.
В историографии существует несколько предположений относительно даты возможного остракизма Каллия. Э. Раубичек датирует античную надпись (IG I, 606) с перечислением побед Каллия примерно 445 годом до н. э. Он подчёркивает, что надпись относилась к статуе атлета. На этом основании Раубичек предположил, что Каллия отправили в изгнание около 443 года до н. э., когда Перикл победил своих противников и состоялась остракофория одного из его главных противников Фукидида, сына Мелесия. В качестве датировки предлагаются также 440-е или 430-е годы до н. э. В одной из гипотез фигурируют конец 460-х — начало 450-х годов до н. э., период обострения политической борьбы, когда остракизму подверглись Кимон, Алкивиад Старший и, возможно, Менон. В целом вопрос о датировке остракофории Каллия и вообще о её проведении остаётся открытым. Все предположения в современной историографии носят характер гипотез, которые нельзя ни доказать, ни опровергнуть.
Менон, сын Менеклида
В «Лексиконе» Гесихия (V век н. э.) говорится: «Некоторые сообщают, что Менон был изгнан остракизмом». Вплоть до середины XX века историки были уверены, что единичное упоминание события у автора, жившего девятью столетиями позже, не заслуживает доверия. Однако свидетельство Гесихия было подкреплено археологическими находками: в районе Керамика нашли около 600 остраконов с именем Менона, сына Менеклида из дема Гаргетт. 600 остраконов, дошедших до наших дней, вывели Менона в пятёрку «лидеров» по этому показателю среди всех политиков Древних Афин. Перед историками возникла задача идентификации этого загадочного Менона, который был настолько влиятельным, что подвергся либо, по меньшей мере, мог быть подвергнут остракизму, но о котором практически ничего не сообщают письменные источники. Необычность ситуации усугублялась множеством ошибок на остраконах. В некоторых надписях Менон фигурирует как сын Менандрида, Менекла или Мегакла, многие голосующие неправильно указали его дем. Этот случай может считаться в определённом смысле слова беспрецедентным: афиняне хотели изгнать человека, толком не зная его полное имя.
Комплексный анализ, произведённый профессором Э. Раубичеком, позволил восстановить биографию этого позабытого персонажа. После помощи войску афинян под руководством Кимона Менон постановлением Народного собрания получил права афинского гражданства. После этого он переехал в Афины, где был приписан к дему Гаргетт, и, по всей видимости, стал принимать активное участие в местной политической жизни. Менон поддерживал тесные связи с Кимоном и возглавляемым им родом Филаидов; возможно, он даже породнился с этим политиком. Позже, когда Кимон был подвергнут остракизму, такая же угроза нависла и над его сторонниками. Одной из жертв этой внутриполитической борьбы и стал Менон. Помимо прочего, ему инкриминировали какое-то предательство, взяточничество и «неизысканность», о чём свидетельствуют надписи на остраконах: «ἐκ προδοτῶν» («из изменников», «из предателей»), «ἀφελής» («простой», «неизысканный»), «δωροδοκώτατος» («взяточник из взяточников»). Реконструкция Раубичека позволяет объяснить множество ошибок в патронимике и демотике Менона: политик жил в Афинах недавно, возможно, много времени проводил вне города, а потому его полное официальное имя не было известно всем согражданам.
Раубичек датирует остракизм Менона 457 годом до н. э. Именно тогда афиняне были разбиты спартанцами при Танагре, и причиной поражения стало предательство фессалийской конницы. Происхождение Менона из Фессалии и его близость к «лаконофилу» Кимону могут объяснить обвинения в измене, которые отображены на остраконе.
Дамон
Об изгнании знаменитого философа и музыкального теоретика Дамона из Афин путём остракизма свидетельствуют Аристотель, называющий его Дамонидом, Плутарх, причём неоднократно, и другие древние авторы. Достаточно красноречиво событие описал Плутарх: «ведь и Дамон, учитель Перикла, отправился в изгнание за то, что казался согражданам чересчур разумным». Из всех сообщений следует, что непосредственной причиной остракизма Дамона была его близость к Периклу: враги политика, не имея возможности нанести ему какой-либо вред, отыгрывались на его окружении. Точная дата изгнания неизвестна, но исследователи полагают, что это могли быть 440—420-е годы до н. э. Отбыв положенный срок изгнания, Дамон вернулся в Афины. Историчность его остракизма признают не все историки.

## Отказ от использования

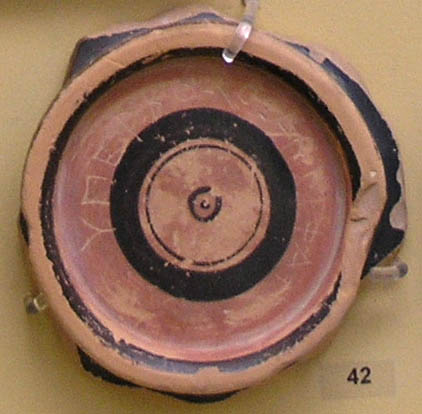
Черепок последней остракофории с именем Гипербола

Последняя остракофория связана с именем Гипербола — незнатного политика радикально-демократического толка, выдвинувшегося на первый план в конце 420-х годов до н. э. Точных датировок этого остракизма нет. Исходя из данных Плутарха, речь может идти о 417, 416 или 415 годе до н. э.; большинство исследователей долгое время было за 417 год, но его пришлось исключить после появления новых источников. Современные учёные приводят в пользу 416 или 415 годов разного рода аргументы, ни один из которых не может быть признан решающим.
Согласно наиболее известной версии событий, описанной у Плутарха, в Афинах развернулась ожесточённая борьба между двумя группировками, одна из которых (во главе с богачом и видным полководцем Никием) выступала за миролюбивую политику, а другая (во главе с представителем родовой аристократии Алкивиадом) — за продолжение экспансии на западе (в частности, на Сицилии). Народное собрание решило провести остракофорию, чтобы афинский демос выбрал один из двух этих вариантов. Возможно, именно Гипербол был инициатором процедуры: он принадлежал к «партии войны» и выигрывал в случае изгнания как Алкивиада (своего конкурента), так и Никия (представителя враждебной группировки). Однако события пошли по неожиданному для Гипербола сценарию. До остракофории Алкивиад связался с Никием; политики, не уверенные в результате процедуры остракизма, договорились поспособствовать изгнанию третьего лица — Гипербола. Что именно они предприняли, неизвестно. Алкивиад и Никий могли предложить своим сторонникам проголосовать за изгнание Гипербола, публично раскритиковать общего оппонента, подтолкнув таким образом демос к определённому решению, либо просто продемонстрировать отсутствие разногласий между ними, заставив таким образом граждан искать какого-то другого кандидата. Впрочем, в современных событиям источниках сведения о сговоре между Алкивиадом и Никием отсутствуют (кроме того, афинские политические союзы были крайне малочисленными), эта версия появляется только у Плутарха. Не исключено, что придуманный им рассказ (возможно, восходящий к источникам IV века до н. э.) был связан с такими обстоятельствами, как гипотетическое низкое происхождение Гипербола, факт последней процедуры остракизма и распространенное представление о хитрости Алкивиада. Существуют и альтернативные версии, согласно которым Алкивиад противостоял не Никию, а другому политику Фаяксу, либо союзу Никия и Фаякса.
В результате именно Гипербол стал жертвой остракизма. Такого исхода не ожидал ни он сам (Гипербол чувствовал себя в безопасности, так как не принадлежал к аристократии), ни граждане, подававшие голоса. По словам Плутарха, случившееся сначала рассмешило афинян, а потом возмутило: они были уверены, что применять остракизм нужно только по отношению к людям знатным и достойным, а Гипербол имел репутацию человека «негодного», проходимца и сикофанта. «Считали, — пишет историк, — что для Фукидида, Аристида и подобных им лиц остракизм — наказание, для Гипербола же — почесть и лишний повод к хвастовству». Того же мнения придерживался и комедиограф Платон, написавший:
Хоть подлость в нём достойна наказания,
Да слишком много чести для клеймёного
Суд черепков не для таких был выдуман.
Эта остракофория стала последней в истории Афин. Плутарх утверждает, что народ под впечатлением от истории с Гиперболом навсегда упразднил остракизм как скомпрометировавшую себя процедуру, ставшую «предметом издевательства и поношения». Автор схолиев к «Всадникам» Аристофана объясняет отказ от остракизма «ухудшением в делах афинян», связанным с поражениями в Пелопоннесской войне; имя Гипербола он в связи с этим не упоминает. Номинально закон об остракизме действовал и в IV веке до н. э. Так, в «Афинской политии» Аристотеля, написанной в 330—320 годах до н. э., сообщается, что в шестую пританию каждого года Народное собрание решает вопрос о проведении остракофории. Ответ был неизменно отрицательным, но, даже оставаясь без применения, остракизм наверняка оказывал влияние на политическую жизнь Афин. Учитывая, что в сохранившихся фрагментах «Аттиды» Филохора (начало III века до н. э.) эта процедура описывается как часть прошлого, окончательную отмену остракизма следует датировать последней четвертью IV века до н. э.
В историографии нет единого мнения о причинах отказа афинян от остракизма. Существуют разные гипотетические объяснения, некоторые из которых не связаны с изгнанием Гипербола:
- К концу V века до н. э. в Афинах практически не осталось «знатных вождей народа» (вождей демоса, принадлежавших к сословию евпатридов), против которых изначально была направлена данная процедура[181].
- Уменьшилась опасность установления классической тирании, когда выдающийся политик захватывает власть над полисом. Теперь демократии угрожали заговоры гетерий, в борьбе с которыми были более эффективны судебные процессы[182].
- Из-за катастрофических поражений на втором этапе Пелопоннесской войны число граждан Афин заметно уменьшилось, и их просто не хватало для проведения голосования[183][184].

Некоторые исследователи полагают, что постепенное отмирание остракизма началось ещё в середине V века до н. э.; в связи с этим они отмечают, что перед изгнанием Гипербола в течение более чем четверти века афиняне никого не подвергали остракизму, и, возможно, даже остракофория не проводилась. Исследовательнице К. Моссе принадлежит комплексная гипотеза, согласно которой отказ от остракизма стал следствием изменений политического климата в Афинах. На момент реформ Клисфена местное общество представляло собой совокупность аристократических семейств с многочисленными клиентелами; к началу IV века до н. э. уже существовал «политический класс», сформировавшийся главным образом из незнатных граждан, занимавших разного рода должности. Благодаря этому демократия укрепилась, а остракизм, направленный против отдельных индивидов с неформальным влиянием, потерял актуальность. Его место заняли политические судебные процессы, направленные не против индивидов как таковых, а против должностных лиц.
Другая группа гипотез связана с изгнанием Гипербола. Это событие, по мнению некоторых учёных, могло показать афинянам, что остракизм перестал выполнять возлагавшиеся на него функции: он работал только при наличии в полисе одного безусловного лидера, но не мог снять противоречия между двумя примерно равными по силе «партиями». Могли иметь значение неожиданные для всех результаты остракофории; в конкретном случае процедура не сработала и ударила по гипотетическому инициатору, а это должно было заставить политиков впредь обращать больше внимания на другие способы борьбы. От процедуры и в самом деле могли отказаться на какое-то время из-за того, что она оказалась скомпрометированной. Наконец, могла сыграть свою роль целая совокупность факторов: сначала негативное впечатление от остракизма Гипербола, потом неудачи в войне, отсутствие подходящих жертв, наличие альтернативных юридических процедур, с помощью которых можно было сгладить все противоречия.
В период между последней остракофорией и переходом Афин под власть Македонии продолжала существовать специфическая разновидность остракизма — экфиллофория, предусматривавшая голосование не всех граждан, а только членов Совета Пятисот. В отличие от классического остракизма, здесь в качестве бюллетеня использовались не черепки, а оливковые листья. Жертва экфиллофории подлежала изгнанию не из города, а из Совета Пятисот. Экфиллофорией называли и голосование судей за исключение из списков афинских граждан незаконно внесенных туда лиц. Во внутриполитической борьбе в этот период стали активно использовать «обвинение в противозаконии», «обвинение в принятии неподходящего закона», исангелию (суд над государственным деятелем по обвинению в преступлениях, угрожающих безопасности государства) и др. Данные процедуры представляли собой судебные процессы, которые, хотя и появились до последней остракофории, переняли ряд функций остракизма.

## Остракизм вне Афин
Афинская процедура изгнания из города потенциальных тиранов и нежелательных народу лиц также применялась в Аргосе, Мегаре, Сиракузах, Милете, Эфесе и некоторых других городах Пелопоннеса и Великой Греции. Исходя из этого, можно предположить, что афинская процедура остракизма представляла собой некую форму голосования, характерного для античных полисов. Это утверждение справедливо для Мегары и Эфеса, в которых похожие на остракизм процедуры изгнания применяли в архаическую эпоху до прихода к власти в Афинах Клисфена. Достоверной также выглядит версия заимствования другими античными городами опыта Афин. Учитывая небольшое количество литературных источников и сохранившихся остраконов в большинстве случаев, можно утверждать только, что в определённом полисе существовала процедура остракизма без каких-либо нюансов. Так, в Аргосе был найден один остракон второй четверти V века до н. э. с именем некоего Алеандра, в Херсонесе — 45 остраконов, в Кирене — 12, в Мегаре — 1. Все эти находки могут быть датированы промежутком между концом VI и серединой IV века до н. э. Их малочисленность указывает на то, что остракизм, хоть и встречался вне Афин, не получил широкого распространения в Элладе. Об этом же свидетельствует Андокид, который писал: «закон этот плох: ведь мы — единственные из эллинов, кто применяет этот закон, и ни одно другое государство не желает последовать нашему примеру».
В Сиракузах подобная остракизму процедура изгнания получила название петализм (от греч. πέταλον, «лист»). Как сообщает Диодор Сицилийский, после неудачного бунта некоего Тиндарида около 454 года до н. э. жители Сиракуз на Народном собрании решили воспользоваться опытом Афин по недопущению тирании. Их процедура изгнания несколько отличалась от афинской: граждане писали имя кандидата не на черепках, а на оливковых листьях, и «победителю» приходилось покинуть город не на десять, а на пять лет.
Данная процедура на Сицилии не прижилась. Диодор пишет, что в изгнание отправили многих влиятельных людей, хоть и не приводит их имён. Из этого утверждения следует, что в отличие от остракизма, который могли проводить лишь раз в году и то после сложной системы согласований, петализм могли применять чуть ли не на каждом Народном собрании. В результате люди богатые и знатные предпочитали воздерживаться от политической деятельности. На этом фоне демагоги начали подстрекать чернь к беспорядкам и бунту. Видя усиление раздоров, граждане пришли к выводу, что польза от петализма весьма сомнительная, и вскоре эту процедуру отменили.

## Историография
Тема остракизма интересовала историков, начиная по крайней мере с XVII века. Она была затронута в общих трудах по истории Древней Греции и Афин, выходивших в XIX веке и принадлежавших перу Августа Бёка («Государственное хозяйство афинян», 1817), Джорджа Грота («История Древней Греции», 1846—1856), Эрнста Курциуса («История Греции», 1857—1867). Эти авторы, в частности, поддержали версию Филохора о том, что 6 тысяч голосов — это тот минимум, который должен был собрать один кандидат в изгнанники. Первой специальной работой стала монография русского профессора К. Я. Люгебиля, опубликованная в 1861 году на немецком языке — «Über das Wesen und die historische Bedeutung des Ostrakismos in Athen» («О сущности и историческом значении остракизма в Афинах»). Люгебиль был первым учёным, поддержавшим версию Плутарха о 6 тысячах как кворуме. В 1887 году вышла монография бельгийца Ж. Валетона «Об остракизме» на латыни, в 1907 — книга француза А. Мартена «Заметки об остракизме в Афинах». Эти труды имели большое значение для своего времени. Так, Валетон впервые чётко сформулировал, что остракизм — изобретение Клисфена, а не заимствование, и что остракофории прекратились из-за исчезновения «знатных вождей народа», против которых они были в основном направлены; Мартен уделил много внимания датировкам отдельных остракизмов. При этом исследования XIX века уже давно значимы только в контексте истории науки.

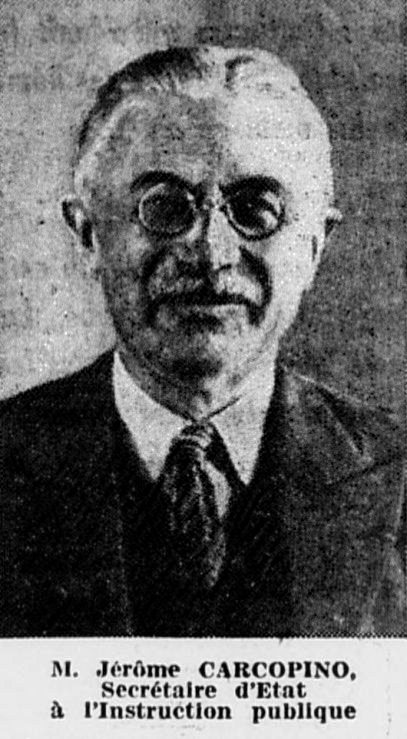
Ж. Каркопино. Фотография 1941 года

Первым исследованием по данной теме, сохранившим определённую научную ценность, является книга Ж. Каркопино «Афинский остракизм» (первое издание — 1909, второе, расширенное, — 1935). Это всестороннее исследование, в котором использованы все литературные источники и выдвинут ряд гипотез. В частности, Каркопино полагал, что остракизмов было всего девять, что версии Андротиона и Аристотеля о времени возникновения остракизма не противоречат друг другу; в связи с проблемой 6 тысяч он считал более правдоподобной версию Филохора о голосах, поданных против одного человека.
На начальном этапе изучения проблемы историки в основном фокусировались на анализе письменных источников, поиске в них расхождений, изучении основных аспектов введения и функционирования остракизма. Параллельно в научном обороте появлялись остраконы. Первый черепок, признанный античным «бюллетенем», но позже вычеркнутый из списка, был найден в 1853 году; второй (и первый из бесспорных) нашли в 1867 году, а опубликовали в 1870. С 1910 года остраконы находили десятками и даже сотнями, а в 1960-х в одном месте нашли восемь с половиной тысяч черепков, так что общее их число выросло до 10 с лишним тысяч. В 1940-е годы историки начали оценивать остраконы как массовый и крайне ценный источник, без использования которого полноценное исследование невозможно. С этим связан переход в изучении проблемы на качественно новый этап.
Изучение археологических находок позволило историкам по-новому взглянуть на сообщения письменных источников. Первыми собрали все источники воедино немец О. Рейнмут (автор статьи в энциклопедии Паули-Виссова, вышедшей в 1942 году) и итальянец А. Кальдерини, выпустивший в 1945 году монографию. В последующие десятилетия число работ, посвящённых остракизму, постоянно росло, их авторы расширяли круг тем, данные остраконов всё активнее вовлекались в исследования. Это помогало достигать высоких результатов. Так, американский археолог и историк Е. Вандерпул смог доказать, что остракизм Алкивиада Старшего приходился на 460-е годы до н. э., а не на 485 год до н. э., как предполагали ранее. В 1972 году вышла книга датского историка Р. Томсена «The Origin of Ostracism» («Происхождение остракизма»), посвящённая времени, причинам и предпосылкам появления этого феномена; Томсен нашёл убедительные доказательства того, что остракизм был придуман в ходе реформ Клисфена, а не в 487 году до н. э. В 1990-х годах М. Лэнг издал серию книг «The Athenian Agora» («Афинская Агора»), один из томов которой представляет собой каталог найденных на афинской Агоре остраконов.
К историкам, которые внесли наиболее значимый вклад в изучение проблемы, относятся Э. Раубичек, Дж. Кини, П. Бикнелл, Р. Девелин, Г. Стэнтон, Ф. Виллемсен, Ш. Бренне и К. Моссе. В их просопографических статьях проведена реконструкция жизни жертв остракизма, а также других афинян, чьи имена встречаются на остраконах. Благодаря многочисленным исследованиям в историографии появились детальные сведения о жизни практически не отображённых в письменных источниках лиц. Так, информация о Каллии, сыне Кратия, основана исключительно на данных 700 остраконов, так как в других источниках этот человек не упоминается. Внимание историков привлекли также вопросы предыстории и прекращения функционирования остракизма. Отдельными направлениями в изучении остракизма стали разрешение противоречий в письменных источниках и исследования деталей конкретных случаев изгнания. В особую группу можно выделить статьи, посвящённые использованию остракизма вне Афин.
В целом в историографии преобладают статьи по отдельным аспектам большой темы; общих исследований, претендующих на всестороннее описание феномена остракизма, почти нет. В 2001 году вышла книга австрийского учёного Ш. Бренне «Остракизм и известность в Афинах: Аттические граждане в V веке до н. э.» (Ostrakismos und Prominenz in Athen: attische Buerger des 5. Jhs. v. CHR. auf den Ostraka), но она представляет собой в первую очередь просопографическое исследование. Её автор пытается идентифицировать всех афинян, чьи имена фигурируют в надписях на остраконах, и приходит к выводу, что эти люди принадлежали к узкому слою родовой знати. В 2006 году российский учёный И. Суриков опубликовал объёмную монографию «Остракизм в Афинах», в которой постарался рассмотреть тему со всех сторон. Рецензент Т. Кудрявцева констатировала фундаментальность и всеохватность этой книги, но при этом отметила спорность ряда гипотез — о датировке изгнания Гипербола 415 годом до н. э., о доклисфеновском остракизме, о карнавальной природе остракизма, о связи между отказом от остракофорий и олигархическими переворотами конца IV века до н. э. и др.

## Применение термина в последующие эпохи
Термин «остракизм» изначально был техническим и имел очень узкое значение. Однако после забвения соответствующих политических практик его начали применять в более широком смысле: уже у большинства византийских авторов это слово фактически стало полным синонимом понятий «изгнание», «гонения». В современных языках (в том числе и в русском) эта тенденция сохранилась, и теперь термин используется в повседневном обиходе без учёта его изначальной специфики. «Остракизмом» называют изгнание, осуждение, исключение из социума, бойкот. В частности, в английском языке, согласно словарю Уэбстера, первое литературное применение такого значения датируется 1588 годом. В политологии термин могут использовать при описании изгнания из страны выдающихся личностей, которые своим авторитетом и влиянием подрывают существующий государственный строй. В более широком смысле остракизмом называют изгнание из коллектива незаурядных людей. Кроме того, под остракизмом понимают существовавшие на Кавказе формы осуждения человека за те или иные проступки, которые предполагали изгнание из родного села, отказ от родства и, соответственно, потерю защиты со стороны родственников и т. п. Ряд законов США против диффамации профессор Г. Анауолт назвал направленными против «остракизма», подчеркнув при этом неэффективность законодательного противодействия явлению.
Когда средь оргий жизни шумной
Меня постигнул остракизм,
Увидел я толпы безумной
Презренный, робкий эгоизм
В контексте политической теории институт остракизма часто рассматривался как воплощение безответственности и иррациональности демократической формы правления для её противников; сторонники демократии также отмечали противоречивость остракизма, его необычность или экзотичность.
Кроме политологии, термин стал широко использоваться и в психологии в качестве синонима «социального исключения» или культуры отмены, игнорирования, отвержения. Психологи даже выделяют типы «социального остракизма». Они подчёркивают, что кроме остракизма «карающего», цель которого — наказать объект игнорирования, существуют и другие типы явления. При «защитном остракизме» члены общества отстраняются от индивида, которому грозит опасность преследования со стороны начальства, государственных органов и других институтов, чтобы самим не стать жертвами. «Ролевой остракизм» предполагает сознательное игнорирование (например, меняющего тарелки официанта или горничной). При «ненамеренном остракизме» субъект не замечает объект остракизма, так как считает, что тот недостоин внимания. Возможен и «псевдоостракизм», когда поведение субъекта ошибочно интерпретируется объектом как игнорирование. Объект социального исключения испытывает отчуждение, беспомощность, имеет высокий риск развития депрессии. При проведении функциональной магнитно-резонансной томографии отмечено, что у объектов социального остракизма происходит активация тех участков поясной коры головного мозга, которые являются индикаторами физической боли. Психологи выделили три типа реакции на остракизм — антисоциальную, просоциальную и стратегию избегания. В первом случае индивид мстит обществу, которое его не принимает, во втором — старается «понравиться», стать частью общества, в третьем — принимает существующее положение вещей, отстраняется от окружающих.

### Исследования
- Берве Г. Тираны Греции. — Ростов-на-Дону: Феникс, 1997. — 640 с. — ISBN 5-222-00368-X.
- Бойкина Е. Э. Остракизм и родственные феномены: обзор зарубежных исследований // Психология и право. — 2019. — Т. 9, № 3. — С. 127—140. — ISSN 2222-5196. — doi:10.17759/psylaw.2019090310.
- Владимирская О. Ю. Демократия Перикла и олигархия Фукидида, сына Мелесия: идеи против политических технологий // МНЕМОН: Исследования и публикации по истории античного мира. — СПб.: Санкт-Петербургский государственный университет, 2015. — Т. 15, № 15. — С. 64—78.
- Гинзбург С. И. Малоизвестный византийский источник об остракизме // Античное общество и государство. — Л., 1989. — С. 41—51.
- Гинзбург С. И. О дате издания закона об остракизме в Афинах // Город и государство в античном мире. Проблемы исторического развития.  / Межвузовский сборник под ред. проф. Э. Д. Фролова. — Л., 1987. — С. 44—55.
- Зберовский А. В. Становление демократической политической культуры в Элладе VIII—V веков до н. э.: политическая мысль и политический человек доплатоновского периода (культурологический аспект). — Красноярск, 2008. — 310 с.
- Карпюк С. Г. Клисфеновские реформы и их роль в социально-политической борьбе в позднеархаических Афинах // Вестник древней истории. — М.: Наука, 1986. — № 1 (176). — С. 17—35.
- Карпюк С. Г. Гипербол, «человек негодный» // Вестник древней истории. — 1998. — № 4. — С. 142—156.
- Колобов А. В., Гущин В. Р., Братухин А. Ю. Античная мифология в историческом контексте. ancientrome.ru (2002). Дата обращения: 17 января 2021. Архивировано 24 января 2021 года.
- Кудрявцева Т. В. Суриков И. Е. Остракизм в Афинах. Отв. ред. Л. П. Маринович. М.: Языки славянских культур, 2006. 640 с. // Вестник древней истории. — 2007. — № 4. — С. 187—191.
- Курциус Эрнст. Рост могущества Афин // История Древней Греции. — Минск: Харвест, 2002. — Т. 2. — 416 с. — ISBN 985-13-1119-7.
- Рунг Э. В. Афины и Персия: первые контакты // Античный мир и археология. — Саратов, 2009. — Вып. 13. — С. 3—9.
- Строгецкий В. М. Полис и империя в классической Греции. — Н. Новгород: НГПИ им. М. Горького, 1991. — 244 с.
- Суриков И. Е. Аристократия и демос. Политическая элита архаических и классических Афин. — М.: Русский фонд содействия образованию и науке, 2009. — 256 с. — ISBN 978-5-91244-011-3.
- Суриков И. Е. Ксантипп, отец Перикла: штрихи к политической биографии // Проблемы истории, филологии, культуры. — Москва — Магнитогорск, 2000. — Вып. 8. — С. 100—109. — ISBN 5-86781-187-5.
- Суриков И. Е. Остракизм как политический институт Афинского полиса классической эпохи: Автореферат диссертации на соискание учёной степени доктора исторических наук. — М.: ИВИ РАН, 2004.
- Суриков И. Е. Остракизм в Афинах / Маринович Л. П.. — М.: Языки славянских культур, 2006. — 640 с. — 800 экз. — ISBN 5-9551-0136-5.
- Суриков И. Е. Античная Греция: политики в контексте эпохи. Время расцвета демократии / отв. ред. Л.П. Маринович; Ин-т всеобщ. истории. — М.: Наука, 2008. — 383 с. — ISBN 978-5-02-036984-9.
- Суриков И. Е. Прозвища у греков архаической и классической эпох. III. Прозвища политиков: архаика и ранняя классика // Проблемы истории, филологии, культуры. — 2018. — № 1 (59). — С. 89—113. — ISSN 1992-0431.
- Суриков И. Е. STEFAN BRENNE. Ostrakismos und Prominenz in Athen: attische Buerger des 5. Jhs. v. CHR. auf den Ostraka (Тychе, Supplementband 3). Wien: Holzhausen, 2001. 466 s. // Вестник древней истории. — 2003. — № 3. — С. 223—227.
- Bicknell Peter. Athenian Politics and Genealogy; Some Pendants // Historia: Zeitschrift für Alte Geschichte. — 1974. — Bd. 23. — Вып. 2. — S. 146—163. — JSTOR 4435392.
- Brenne S. Ostrakismos und Prominenz in Athen: Attische Bürger des 5. Jhs. V. Chr. auf den Ostraka (нем.). — Wien, 2001.
- Calhoun G.[нем.]. Athenian Clubs in Politics and Litigation (англ.) / The University of Chicago. — Austin, 1913.
- Christ Matthew R. Ostracism, Sycophancy, and Deception of the Demos: [Arist.] Ath. Pol. 43.5 (англ.) // The Classical Quarterly. — Cambridge University Press, 1992. — P. 336—346. — JSTOR 639412.
- Connor W., Keaney J. Theophrastus on the End of Ostracism (англ.) // The American Journal of Philology. — The Johns Hopkins University Press, 1969. — Vol. 90, no. 3. — P. 319—313. — doi:10.2307/293182. — JSTOR 293182.
- Forsdyke S. Exile, ostracism and the Athenian democracy (англ.) // Classical Antiquity. — University of California Press, 2000. — Vol. 19. — P. 232—263. — doi:10.2307/25011121 .
- Forsdyke S. Exile, Ostracism, and Democracy: The Politics of Expulsion in Ancient Greece (англ.). — Princeton; Oxford: Princeton University Press, 2005. — ISBN 0-691-11975-9.
- Hall L. G. H. Remarks on the Law of Ostracism // TYCHE: Beiträge zur Alten Geschichte Papyrologie und Epigraphik. — Wien: Verlag Adolf Holzhausens Nfg., 1989. — Bd. 4. — P. 91—100. — ISBN 3-900518-03-3.
- Harris W. Ancient Literacy (англ.). — Cambridge Mass., 1989.
- Heftner H. Der Ostrakismos des Hyperbolos: Plutarch, pseudo-Andokides und die Ostraka // Rheinisches Museum für Philologie. — 2000. — Bd. 143. — S. 32—59.
- Henry Madeleine M. Prisoner of History: Aspasia of Miletus and Her Biographical Tradition (англ.). — New York; Oxford: Oxford University Press, 1995. — ISBN 0-19-508712-7.
- Holland, Tom. Persian Fire. — Abacus, 2005. — ISBN 978-0-349-11717-1.
- Jones John Walter. The Law and Legal Theory of the Greeks: An Introduction (англ.). — Oxford: Clarendon Press, 1956. — 327 p.
- Kagan D. The Origin and Purposes of Ostracism (англ.) // Hesperia: The Journal of the American School of Classical Studies at Athens. — 1961. — Vol. 30, no. 4. — P. 393—401. — doi:10.2307/147043. — JSTOR 147043.
- Kinzl K.[нем.]. Athens: Between Tyranny and Democracy // Greece and the Eastern Mediterranean in ancient history and prehistory (англ.) / Edited by: Konrad H. Kinzl. — De Gruyter, 1977. — P. 199—223. — ISBN 978-3-11-006637-1.
- Kosmin Paul J. A Phenomenology of Democracy: Ostracism as Political Ritual (англ.) // Classical Antiquity. — University of California Press, 2015. — Vol. 34. — P. 121—162. — JSTOR 10.1525/ca.2015.34.1.121.
- Meyer H. D. Thukydides Melesiou und die oligarchische Opposition gegen Perikles (нем.) // Historia: Zeitschrift für Alte Geschichte. — Franz Steiner Verlag, 1967. — April (bd. 16 (H. 2). — S. 141—154. — JSTOR 4434977.
- Mosse C. Dictionnaire de la civilisation grecque (фр.). — Bruxelles, 1992.
- Osborne. Greece in the Making, 1200-479 B.C. (англ.). — L., N.Y., 1996.
- Rapke T. T. The Demotic of Kallias Didymiou // L'antiquité classique. Tome 43, fasc. 1. — 1974.
- Raubitschek A. E.[нем.]. Leagros // Hesperia: The Journal of the American School of Classical Studies at Athens. — 1939. — Vol. 8, № 2.
- Raubitschek A. E. Menon, Son of Menekleides // Hesperia: The Journal of the American School of Classical Studies at Athens. — 1955. — October — December (vol. 24, № 4). — P. 286—289. — doi:10.2307/147151. — JSTOR 147151.
- Reinmut O. Ostrakismos // Paulys Realencyclopädie der classischen Altertumswissenschaft. — 1942. — Bd. XVIII, 1. — Kol. 1674—1685.
- Robinson Eric. Democracy in Syracuse, 466-412 B.C. (англ.) // Harvard Studies in Classical Philology. — Department of the Classics, Harvard University, 2000. — Vol. 100. — P. 189—205. — doi:10.2307/3185215. — JSTOR 3185215.
- Rosivach V. Some Fifth and Fourth Century Views on the Purpose of Ostracism (англ.) // Tyche. — 1987. — Vol. 2. — P. 161—170.
- Shapiro H. A. Kallias Kratiou Alopekethen // Hesperia: The Journal of the American School of Classical Studies at Athens. — 1982. — Vol. 51, № 1. — P. 69—73. — JSTOR 147853.
- Stanton G. R. The Introduction of Ostracism and Alcmeonid Propaganda (англ.) // The Journal of Hellenic Studies. — 1970. — November (vol. 90). — P. 180—183. — doi:10.2307/629760.
- Toepffer J.[нем.]. Achilleus 2 // Paulys Realencyclopädie der classischen Altertumswissenschaft :  [нем.] / Georg Wissowa. — Stuttgart : J. B. Metzler’sche Verlagsbuchhandlung, 1893. — Bd. I, 1. — Kol. 245.
- Tridimas G. Conflict, democracy and voter choice: a public choice analysis of the Athenian ostracism (англ.) // Public Choice. — 2016. — Vol. 169. — P. 137—159. — doi:10.1007/s11127-016-0379-7.
- Vanderpool Eugene. The Ostracism of the Elder Alkibiades (англ.) // Hesperia: The Journal of the American School of Classical Studies at Athens. — 1952. — Vol. 21. — P. 1—8. — doi:10.2307/146934.
- Wade-Gery H. T. Thucydides the Son of Melesias: A Study of Periklean Policy (англ.) // The Journal of Hellenic Studies. — 1932. — Vol. 52. — Iss. 2. — P. 205—227. — doi:10.2307/625987. — JSTOR 625987.
- Williams K. D., Nida S. A. Ostracism: Consequences and Coping (англ.) // Current Directions in Psychological Science. — 2011. — Vol. 20, no. 2. — P. 71—75. — doi:10.1177/0963721411402480.